# Рерих, Николай Константинович
Никола́й Константи́нович Ре́рих (Рёрих; 27 сентября [9 октября] 1874, Санкт-Петербург — 13 декабря 1947, Наггар, Химачал-Прадеш, Индия) — русский художник, сценограф, мыслитель, писатель, путешественник, археолог, общественный деятель. Академик Императорской Академии художеств (1909).
В течение жизни создал около 7000 картин, многие из которых находятся в известных галереях мира, и около тридцати томов литературных трудов, включая один поэтический. Автор идеи и инициатор Пакта Рериха, основатель международных культурных движений «Мир через культуру» и «Знамя Мира».
Кавалер нескольких российских и иностранных наград.
В российский период жизни и творчества занимался археологией, коллекционированием, как художник успешно выставлялся, участвовал в проектировании и росписи церквей, работал директором школы Императорского общества поощрения художеств, возглавлял художественное объединение «Мир искусства», успешно работал как сценограф («Русские сезоны»), активно участвовал в проектах по защите и возрождению русской старины, в деятельности благотворительных организаций.
В 1916 году из-за болезни лёгких переехал жить в Финляндию, которая после революции 1917 года закрыла границы. В последующие годы вернуться на родину возможности не оказалось. Организовал и участвовал в Центрально-Азиатской и Маньчжурской экспедициях, много путешествовал. Основал Институт Гималайских исследований «Урусвати» и более десятка культурных и образовательных учреждений и обществ в различных странах. Вёл активную общественную деятельность, был связан с политическими и экономическими проектами, имел связи с большевиками и масонством.
Состоял членом многих организаций.
Был женат на Елене Рерих. Сыновья: Юрий и Святослав.
С 1920-х годов в разных странах мира существуют общества и музеи Рериха. Сообщества последователей его идей и религиозно-философского учения «Живая этика» («Агни-йога») формируют рериховское движение.

## Жизнь и творчество

### Российский период
Отец — Константин Фёдорович — был известным нотариусом и общественным деятелем. Мать — Мария Васильевна Калашникова, происходила из купеческой семьи. Сестра — Лидия, братья — Владимир и Борис Рерихи. Среди друзей семьи Рерихов были такие видные деятели, как Дмитрий Менделеев, Николай Костомаров, Михаил Микешин, Лев Ивановский и многие другие.
С детских лет Николая Рериха привлекали живопись, археология, история и богатое культурное наследие России и Востока.

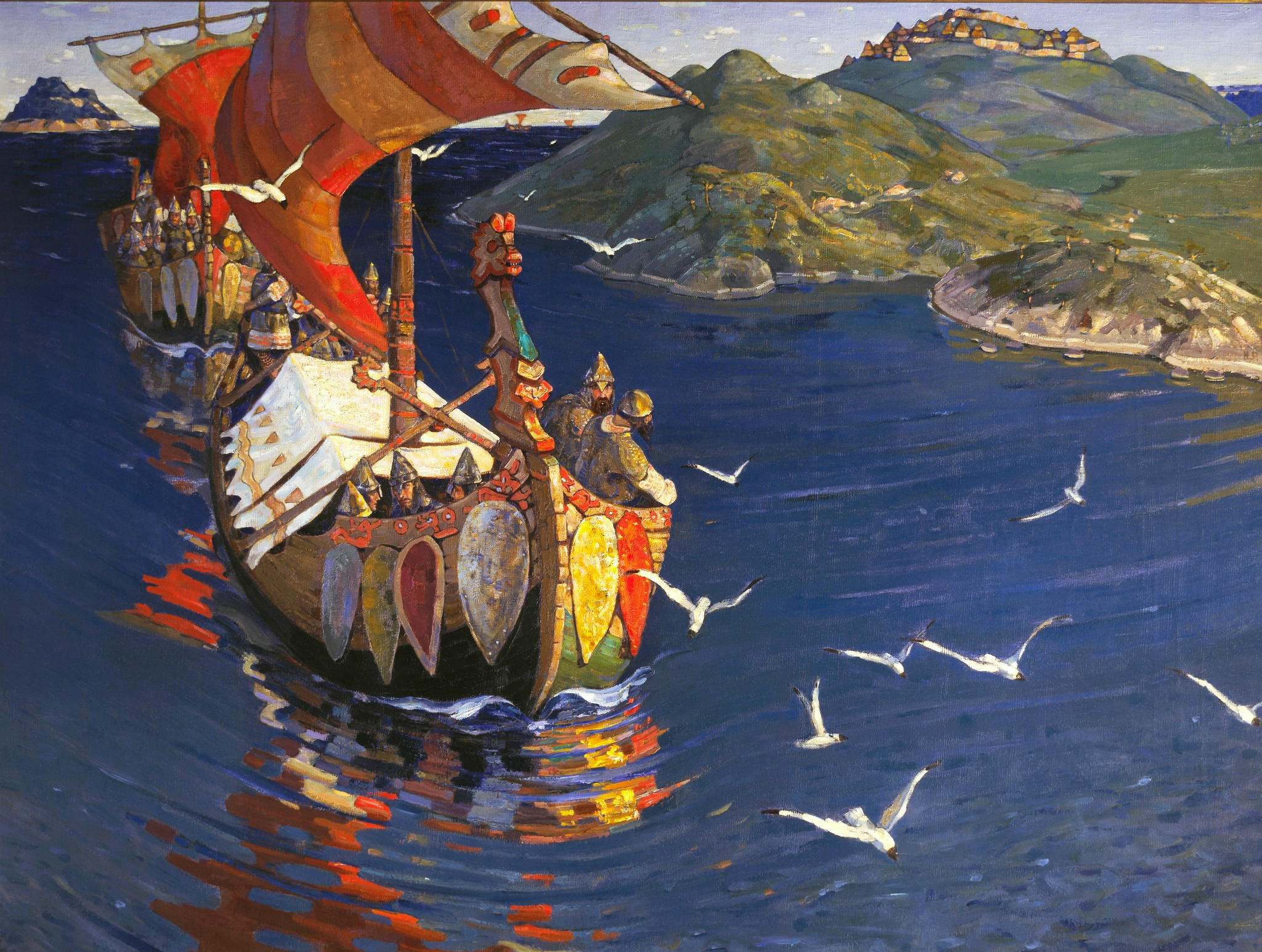
«Заморские гости». 1901

В 1893 году по окончании гимназии Карла Мая Николай Рерих одновременно поступает на юридический факультет Петербургского университета (окончил в 1898 году, диплом «Правовое положение художников Древней Руси») и в Высшее художественное училище при Императорской Академии художеств. С 1895 года занимается в студии знаменитого художника Архипа Куинджи. В это время он тесно общается с известными деятелями культуры того времени — Владимиром Стасовым, Ильёй Репиным, Николаем Римским-Корсаковым, Дмитрием Григоровичем, Сергеем Дягилевым. При подготовке к дипломной работе Рерих напишет: «В древней и самой Древней Руси много знаков культуры: наша древнейшая литература вовсе не так бедна, как её хотели представить западники». Открытие, сохранение и продолжение исконной русской культуры на долгие годы станет кредо Николая Рериха.

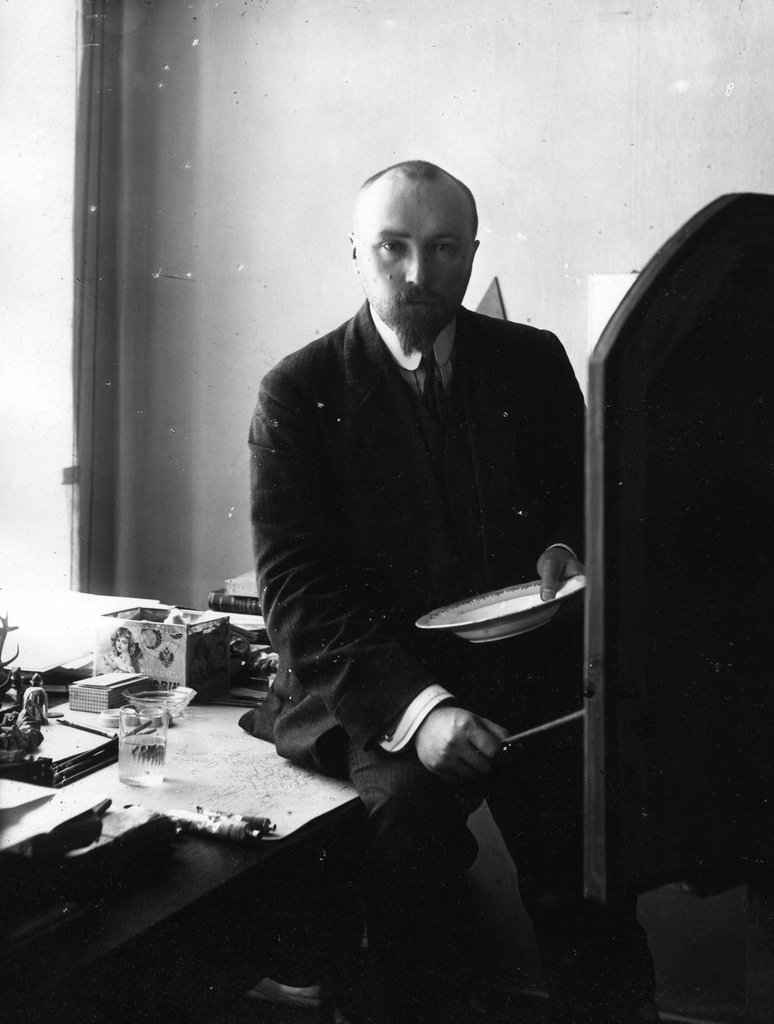
Рерих в мастерской. Петербург, 1910-е годы

С 1892 года Рерих начал проводить самостоятельные археологические раскопки. Уже в студенческие годы он становится членом Русского археологического общества. С 1898 года начал сотрудничать с Петербургским Археологическим институтом. В последнем учреждении в 1898—1903 годах он был лектором специального курса «Художественная техника в применении к археологии», организатором и одним из руководителей учебных археологических раскопок, а также редактором-составителем «Археологической карты Петербургской губернии». Проводит многочисленные раскопки в Петербургской, Псковской, Новгородской, Тверской, Ярославской, Смоленской губерниях. В 1897 году Рерих стал первым археологом, которому удалось найти погребальный комплекс води в Петербургском регионе. В 1897 выполнил эскизный рисунок раскопа знаменитого майкопского кургана «Ошад». Основой для рисунка послужили кроки Николая Веселовского. В 1904 году совместно с князем Путятиным Рерих обнаружил несколько неолитических стоянок на Валдае (в окрестностях озера Пирос). С 1905 года начинает собирать коллекцию древностей каменного века, которая уже в том же году на Французском доисторическом конгрессе в Перигё получила высокую оценку. К 1910 году в коллекции насчитывалось более 30 тысяч экспонатов из России, Германии, Италии, и Франции (в настоящее время экспонируется в Эрмитаже). Летом 1910 года Рерих совместно с Николаем Макаренко провёл первые археологические раскопки в Новгороде. В 1911 году при деятельном участии Рериха была создана Комиссия по регистрации памятников старины в Санкт-Петербургской губернии при Обществе защиты и сохранения в России памятников искусства и старины.
В 1897 году Рерих окончил Высшее художественное училище при Императорской Академии художеств. Его дипломная картина «Гонец» была приобретена Павлом Третьяковым. Известный критик того времени Владимир Стасов, высоко оценил эту картину: «Непременно вы должны побывать у Толстого… пусть сам великий писатель земли русской произведёт вас в художники». Встреча с Толстым для молодого Рериха стала судьбоносной. Обращаясь к нему, Лев Толстой сказал: «Случалось ли в лодке переезжать быстроходную реку? Надо всегда править выше того места, куда вам нужно, иначе снесёт. Так и в области нравственных требований надо рулить всегда выше — жизнь всё снесёт. Пусть ваш гонец очень высоко руль держит, тогда доплывёт!»

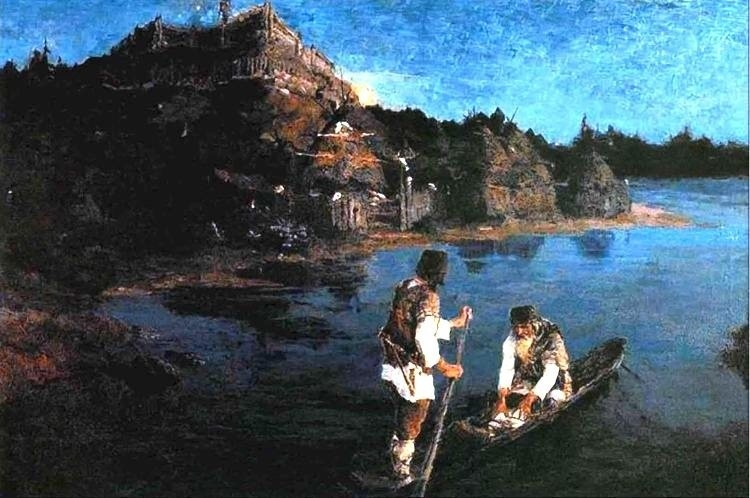
«Гонец (Восстал род на род)». 1897

Также духовным напутствием для Рериха стали слова о. Иоанна Кронштадтского, часто посещавшего дом родителей Рериха: «Не болей! Придётся для Родины много потрудиться».
Рерих много работает в историческом жанре. В раннем периоде творчества создаёт полотна: «Утро богатырства Киевского» (1895), «Вечер богатырства Киевского» (1896), «Сходятся старцы» (1898), «Идолы» (1901), «Строят ладьи» (1903) и другие. В этих работах проявляются самобытный талант художника и новаторский поиск в искусстве. «Уже в первых картинах вырисовывается своеобразный стиль Рериха: его всеохватывающий подход к композиции, ясность линий и лаконизм, чистота цвета и музыкальность, великая простота выражения и правдивость» (Рихард Рудзитис). Картины художника построены на глубоком знании исторического материала, передают ощущение духа времени и насыщены философским содержанием.
В 24 года Рерих становится помощником директора музея при Императорском обществе поощрения художеств и одновременно помощником редактора художественного журнала «Искусство и художественная промышленность». Через три года он занял должность секретаря Императорского общества поощрения художеств.
В 1899 году Рерих знакомится в поместье князя Путятина с Еленой Ивановной Шапошниковой; 28 октября 1901 года в церкви при Императорской Академии художеств они были венчаны. Елена Ивановна стала для Николая Рериха верной спутницей и вдохновительницей, всю свою жизнь они пройдут рука об руку, творчески и духовно дополняя друг друга. В 1902 году у них родился сын Юрий, будущий учёный-востоковед, а в 1904 году — Святослав, будущий художник и общественный деятель.

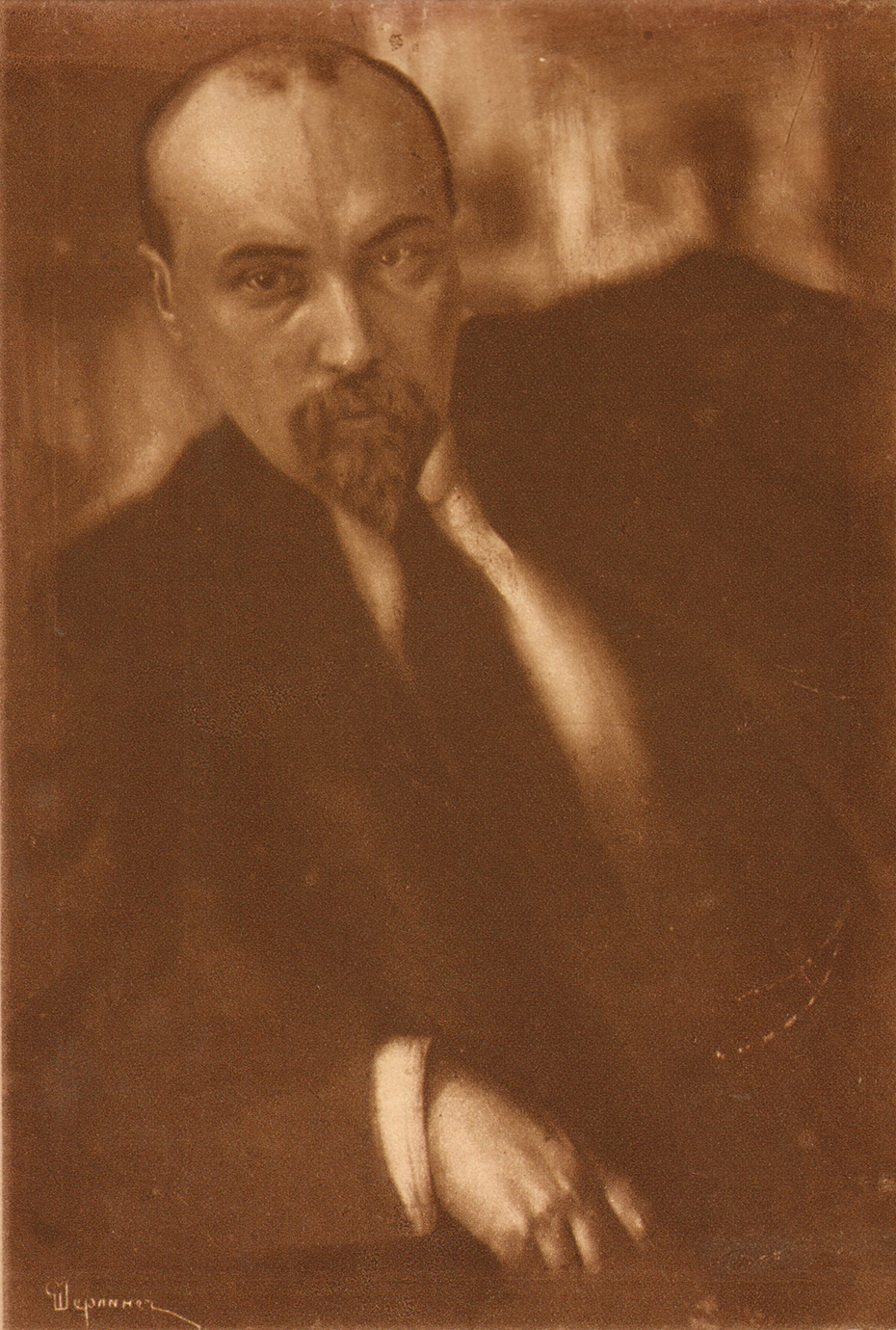
Н. Рерих. Фотограф М. Шерилинг. 1916.

С 1894 по 1902 годы Николай Рерих много путешествует по историческим местам России, а в 1903—1904 годах уже вместе с женой совершает большое путешествие по России, посетив более 40 городов, известных своими древними памятниками старины. Целью этой «поездки по старине» было изучение корней русской культуры. Результатом путешествия стала большая архитектурная серия картин художника (около 90 этюдов), коллекция фотографий старины, вошедшая частью в «Историю русского искусства» Грабаря, и статьи, в которых Рерих одним из первых поднял вопрос об огромной художественной ценности древнерусской иконописи и архитектуры.

...Пора русскому образованному человеку узнать и полюбить Русь. Пора светским людям, скучающим без новых впечатлений, заинтересоваться высоким и значительным, которому они не сумели ещё отвести должное место, что заменит серые будни весёлою, красивою жизнью.— Рерих Н. К. По старине, 1903
После масштабного путешествия по городам России Рерих продолжает путешествия-исследования по русским городам и уже в 1904 году посещает города вдоль Волги, Можайск, Саввино-Сторожевский монастырь, заканчивая своё путешествие в селе Талашкино под Смоленском (владение Марии Тенишевой), где совместно с Малютиным, Врубелем, Бенуа, Коровиным, Репиным и т. д. на практике реализует проекты по возрождению древнерусских традиций в искусстве и народных русских промыслов. Сотрудничество с Тенишевой продлится вплоть до 1917 года, а дружба — до самой кончины Марии Клавдиевны. Вместе с тем в 1912—1915 годах Рерих активно участвует ещё в одном крупном проекте возрождения русского искусства — возведении Фёдоровского городка. При этом с 1907 года он является сотрудником журнала «Старые годы», с 1910 по 1914 год выступает ведущим редактором многотомного издания «История русского искусства» под общей редакцией Грабаря, а в 1914 году — редактором и соавтором большого издания «Русская икона». В исторической концепции Рериха важнейшее значение имеет соотношение прошлого, настоящего и будущего. Прошлое и настоящее измеряется будущим: «…когда зовём изучать прошлое, будем это делать лишь ради будущего». «Из древних чудесных камней сложите ступени грядущего».

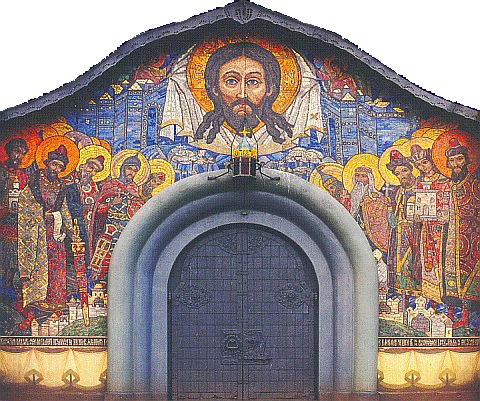
«Спас Нерукотворный и Князья Святые». Мозаика по эскизам Рериха. Троицкая церковь, Почаевская лавра, Тернопольская область, Украина

Как художник Рерих работал в области станковой, монументальной (фрески, мозаика) и театрально-декорационной живописи. В 1906 году он создаёт 12 эскизов для церкви Покрова Богородицы в имении Голубевых в Пархомовке под Киевом (архитектор Владимир Покровский), а также эскизы мозаик для церкви во имя Святых апостолов Петра и Павла на Шлиссельбургских пороховых заводах (архитектор Владимир Покровский) (1906) и Троицкого собора Почаевской лавры (1910), иконостас для церкви Казанской Божией Матери Успенского женского монастыря в Перми (1907), изображение святого Георгия для домовой церкви Ю. С. Нечаева-Мальцова (1911), 4 эскиза для росписи часовни Св. Анастасии у Ольгинского моста в Пскове (1913), 12 панно для виллы Лившица в Ницце (1914), эскиз росписи «Святая Ольга» (1915). В 1910—1914 годах им был оформлен Храм Святого Духа (роспись «Царица Небесная» и мозаика «Спас Нерукотворный с предстоящими ангелами»). В монументальной живописи художник тесно сотрудничает с архитектором Щусевым. Некоторые мозаики, созданные по эскизам Рериха мастерской Владимира Фролова, сохранились до наших дней. Для Дома Бажанова в Санкт-Петербурге художник создал монументальный фриз из 19 полотен на темы древних русских былин. В 1913—1914 годах Рерих создаёт два монументальных панно — «Сеча при Керженце» и «Покорение Казани» для оформления Казанского вокзала в Москве (не сохранились). В 1909—1915 годах участвует в строительстве и оформлении Санкт-Петербургского буддийского храма.
Многогранный талант Николая Рериха проявился также в его работах для театральных постановок: «Снегурочка», «Пер Гюнт», «Принцесса Мален», «Валькирия» и другие. Он был в числе создателей реконструктивного «Старинного театра» (1907—1908; 1913—1914) — уникального явления в культурной жизни России начала XX века, причём Н. Рерих выступал и как создатель декораций, и как искусствовед. Во время знаменитых «Русских сезонов» Сергея Дягилева в Париже (1909—1913) в оформлении Рериха проходили «Половецкие пляски» из «Князя Игоря» Бородина, «Псковитянка» Римского-Корсакова, балет «Весна священная» на музыку Стравинского, в котором Рерих выступил не только как создатель костюмов и декораций, но и как либреттист.

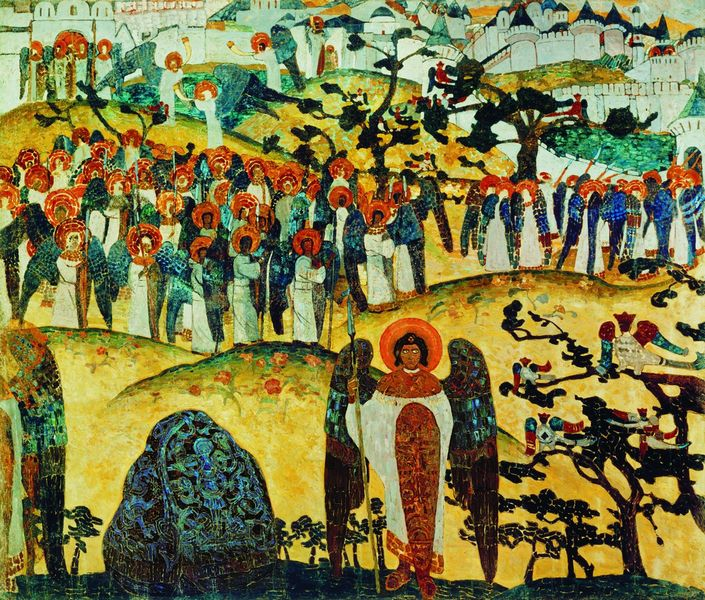
«Сокровище ангелов». 1905. Константиновский дворец. Россия. Санкт-Петербург

С 1905 года в творчестве Рериха, наряду с древнерусской темой, начинают появляться отдельные восточные мотивы. Публикуются очерки о Японии и Индии («Девассари Абунту» 1905, «На Японской выставке» 1906, «Границы царства» 1910, «Лакшми-победительница» 1909, «Индийский путь» 1913, «Заповедь Гайатри» 1916), пишутся картины на индийские мотивы («Девассари Абунту» 1905, «Девассари Абунту с птицами» 1906, «Граница царства» 1916, «Мудрость Ману» 1916 — для теософского центра в Петербурге). Кроме собираемой Рерихом коллекции картин «малых голландцев», появляется коллекция японского искусства. Рерих, помимо русской философии, изучает философию Востока, труды выдающихся мыслителей Индии — Рамакришны и Вивекананды, творчество Тагора, теософскую литературу. Древние культуры России и Индии, их общий источник, интересуют Рериха как художника и как учёного. С 1906 года Рерих дружит и ведёт переписку с индологом Виктором Голубевым. В 1913 году они обсуждают планы совместной экспедиции в Индию с целью изучения общности русской и индийской культур, проект создания музея индийской культуры в Санкт-Петербурге. Сотрудничает Рерих и с Агваном Доржиевым, равно как и с другими российскими буддистами.
С 1906 по 1918 год Николай Рерих — является директором Школы Императорского общества поощрения художеств, одновременно занимаясь преподавательской работой. Приняв назначение, он увлечённо принимается за работу: расширяет территорию школы, открывает новые отделения и классы, восстанавливает в правах педагогический совет, создаёт при Школе Музей русского искусства, мечтает о реорганизации Школы ОПХ в Свободную народную академию, или Школу искусств. При школе организуется ряд мастерских: рукодельная и ткацкая в 1908 году, иконописная (1909), керамики и живописи по фарфору (1910), чеканки (1913) и другие. Иконописную мастерскую возглавил известный иконописец из Мстёры Д. М. Тюлин. При Рерихе увеличилось число женских классов, был создан женский этюдный класс. Были созданы старшее отделение, класс графики, литографская мастерская, медальерный класс, класс обсуждения эскизов. Введены лекции по анатомии, древнерусскому искусству и зодчеству, занятия хора. Произошли существенные изменения и в учебных программах. Своеобразным отчётом полугодовой деятельности иконописной мастерской стал акт поднесения императору Николаю II 6 декабря 1909 года иконы, выполненной учениками.
С 1906 года художник постоянно участвует в зарубежных выставках. В 1907 году во Франции он избирается членом Общества осенних салонов, впоследствии — членом Национальной академии в Реймсе и членом французского Доисторического общества. С его творчеством познакомились Париж, Венеция, Берлин, Рим, Брюссель, Вена, Лондон. Картины Рериха приобрели музей Люксембурга, Римский национальный музей, Лувр и другие европейские музеи. В 1900-х — начале 1910-х годов Рерих, наряду с некоторыми другими участниками «Мира искусства», был одним из самых известных русских художников во Франции. Именно с творчеством Рериха многие французские критики связывали свои представления о «новом русском национальном искусстве».

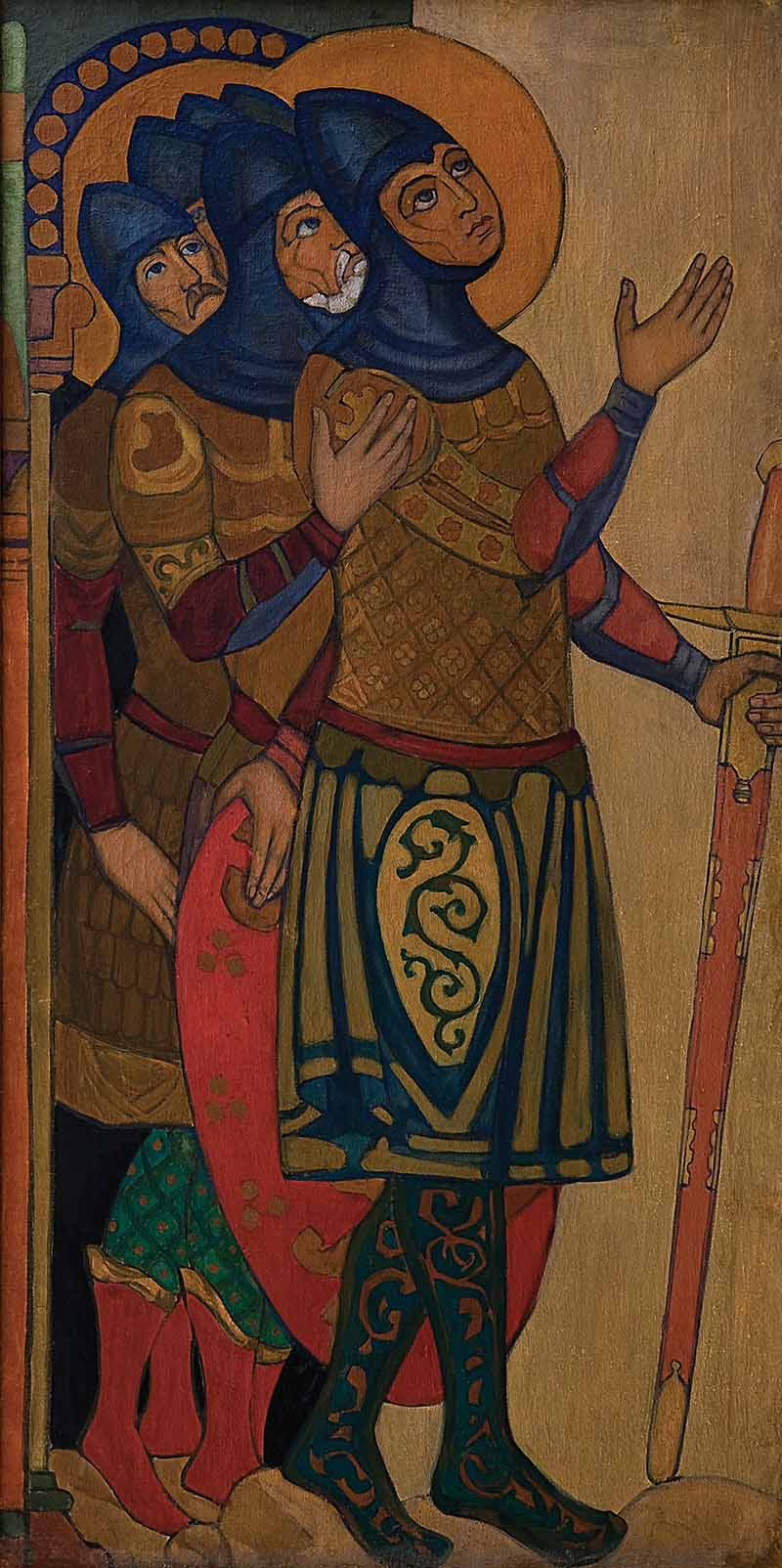
«Святые воины». 1912. Музей искусств Азербайджана

Примерно с 1906 года отмечается новый период в творчестве Рериха. В его искусстве сочетаются реализм и символизм, усиливается поиск мастера в области цвета. Он почти отказывается от масла и переходит к темперной технике. Много экспериментирует с составом красок, использует метод накладывания одного красочного тона на другой. Самобытность и оригинальность искусства художника была отмечена художественной критикой. В России и Европе за период с 1907 по 1918 годы было издано девять монографий и несколько десятков художественных журналов, посвящённых творчеству Рериха. В 1914 году издаётся первый том собраний сочинений Рериха.
В 1908 году Рерих избирается членом Правления Общества архитекторов-художников, в 1909 году — членом Совета «Общества защиты и сохранения в России памятников искусства и старины» и председателем «Комиссии Музея допетровского искусства и быта» при Обществе архитекторов-художников. В 1909 году Рерих был избран академиком Российской академии художеств.
С 1910 года Рерих возглавляет художественное объединение «Мир искусства», членами которого были Александр Бенуа, Леон Бакст, Игорь Грабарь, Валентин Серов, Кузьмс Петров-Водкин, Борим Кустодиев, Анна Остроумова-Лебедева, Зинаида Серебрякова и другие. В 1914 году Рерих избирается почётным председателем Совета женских курсов высших архитектурных знаний, в 1915 году — председателем «Комиссии художественных мастерских для увечных и раненых воинов».

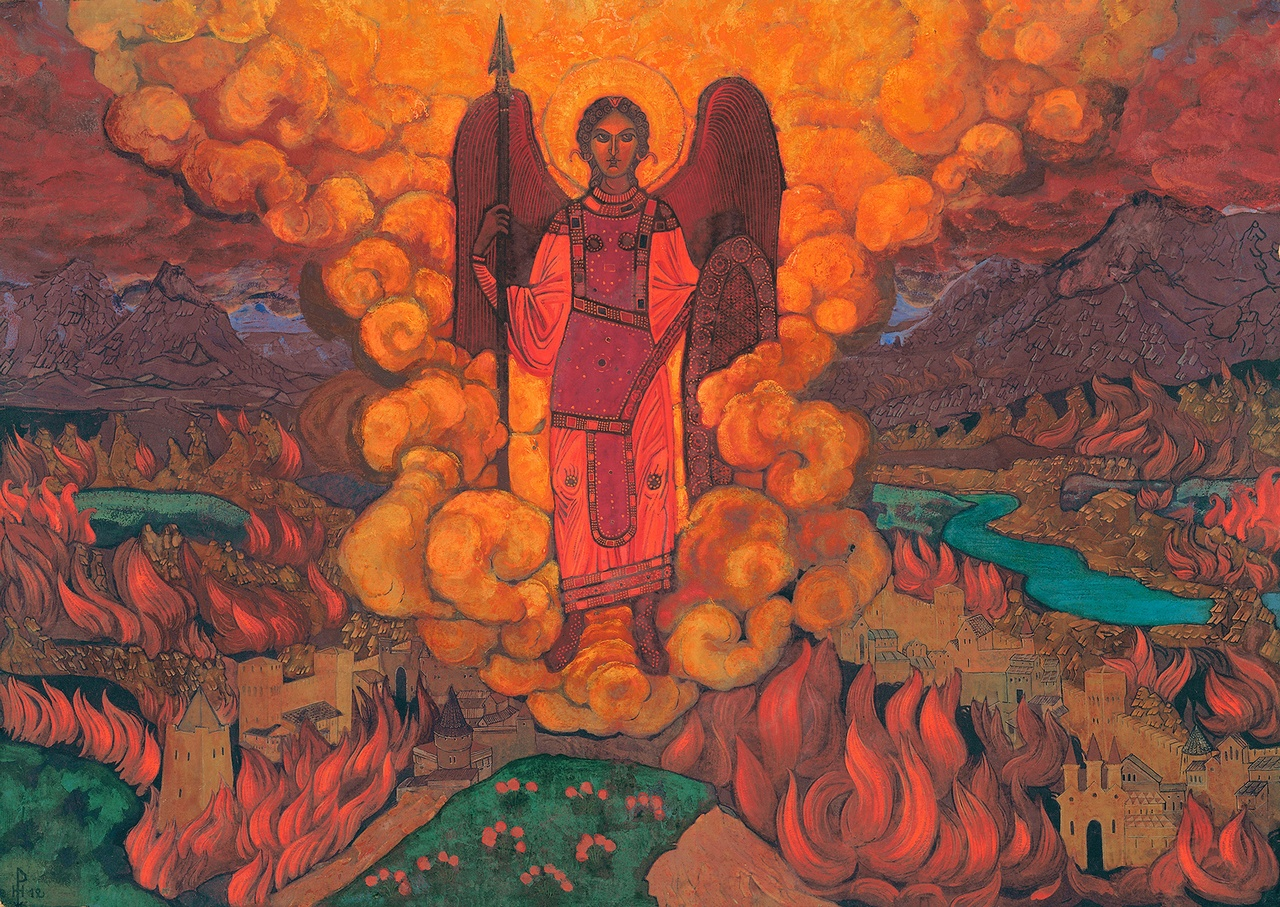
«Ангел Последний». 1912

«Величайший интуитивист века», по определению Максима Горького, Рерих в символических образах выразил накануне Первой мировой войны свои тревожные предчувствия: картины «Пречистый град — врагам озлобление», «Ангел Последний», «Зарево», «Дела человеческие» и другие. В них показана тема борьбы двух начал — света и тьмы, проходящая через всё творчество художника, а также ответственность человека за свою судьбу и весь мир. Николай Рерих не только создаёт картины антивоенного характера, но и пишет статьи, посвящённые охране мира и культуры.
В 1910 году Рерих активно участвует в судьбе Спаса на Нередице и Рюрикова Городища в Великом Новгороде. Его беспокоили грубые реставрации и ремонты в ярославских, псковских и костромских храмах. В 1912 году Рерих совместно с Анатолием Лядовым и Сергеем Городецким выступает против переименования исторических мест России, а в 1915 году Рерих делает доклад императору Николаю II и Великому князю Николаю Николаевичу (младшему) с призывом принять серьёзные государственные меры по всенародной охране культурных сокровищ, рассмотреть возможность законодательного утверждения Положения об охране исторических памятников в России. Проект данного Положения станет прообразом будущего международного Пакта о защите культурных ценностей.

...Точно неотпитая чаша стоит Русь. Неотпитая чаша — полный, целебный родник. Среди обычного луга притаилась сказка. Самоцветами горит подземная сила. Русь верит и ждёт.— Рерих Н. К. Неотпитая чаша, Сменцово, 1916
В 1916 году из-за тяжёлой болезни лёгких Рерих по настоянию врачей вместе с семьёй переезжает в Великое княжество Финляндское под Сердоболь (Вуорио), на побережье Ладожского озера. Близость к Петрограду позволяла ему заниматься делами Школы Общества поощрения художеств.
4 (17) марта 1917 года, после Февральской революции, Максим Горький собрал у себя на квартире большую группу художников, писателей и артистов. Среди присутствовавших были Рерих, Александр Бенуа, Билибин, Добужинский, Петров-Водкин, Щуко, Шаляпин. На совещании избрали Комиссию по охране художественных ценностей. Позднее она была преобразованнаю в две организации: Комиссию по делам искусств и Особое совещание по делам искусств при комиссаре Временного правительства над бывшим Министерством двора и уделов. Председателем «Особого совещания» назначили М. Горького, помощниками председателя — Бенуа и Рериха. Эта организация занималась делами по развитию искусства в России и сохранению памятников старины.

### Культурно-просветительская деятельность в Европе и Америке

Фото-портрет Рериха. Чикаго. 1921.

После отделения Великого княжества Финляндского в результате революции октября 1917 года и последующей гражданской войны закрылась граница Финляндии с Советской Россией.
С октября 1918 года по май 1919 года одну из квартир выборгского «Дома с совами» занимал художник Рерих с женой Еленой Ивановной и сыновьями Юрием и Святославом. В Выборге он написал большое количество картин, в том числе «Покаяние», «Жар земли», «Выборг. Осень», «Отверженный», «Дождевые облака», «Зов солнца», «Выборгская крепость».
В 1918 году, получив приглашение из Швеции, Николай Рерих с грандиозным успехом проводит персональные выставки картин в Мальмё и Стокгольме, а в 1919 году — в Копенгагене и Хельсинки. Рериха избирают членом Художественного общества Финляндии, награждают шведским королевским орденом «Полярной Звезды» II степени. Леонид Андреев образно называет творимый художником мир — «Державой Рериха». На общественном поприще Рерих совместно с Андреевым организует кампанию против большевиков, захвативших власть в России. Входит в руководство Скандинавского Общества помощи Российскому воину, которое финансирует войска генерала Николая Юденича, после вступает в эмигрантскую организацию «Русско-Британское 1917 г. Братство».
В Финляндии Рерих работает над повестью «Пламя», пьесой «Милосердие», сочиняет основную часть будущего поэтического сборника «Цветы Мории», пишет статьи и очерки, создаёт серию картин, посвящённую Карелии.
В том же 1919 году, Рерих с семьёй приезжает в Лондон, рассчитывая оттуда осуществить свою давнюю мечту — отправиться в Индию. Однако, из-за финансовых трудностей ему приходится задержаться в Лондоне. Осенью 1920 года по приглашению Сергея Дягилева Рерих оформляет в Лондоне русские оперы на музыку Модеста Мусоргского и Александра Бородина. Рерих близко знакомится с Рабиндранатом Тагором, поддерживает тёплые отношения с Гербертом Уэллсом, Джоном Голсуорси, с деятелями культуры и искусства Х. Райтом, Фрэнком Брэнгвиным, А. Котсом, Б. Боттомлеем и др. В Англии Рерих успешно проводит персональные выставки под общим названием «Очарования России» — в Лондоне, а затем в Уортинге.
В Лондоне Рерих налаживает контакты с членами Теософского общества и в июле 1920 года месте с женой вступает в его английское отделение. В Лондоне же, по утверждениям членов семьи Рерихов, происходит первая встреча Рерихов с их будущим духовным руководителем — Махатмой Востока и появляются записи первой книги будущего учения «Агни-Йога».

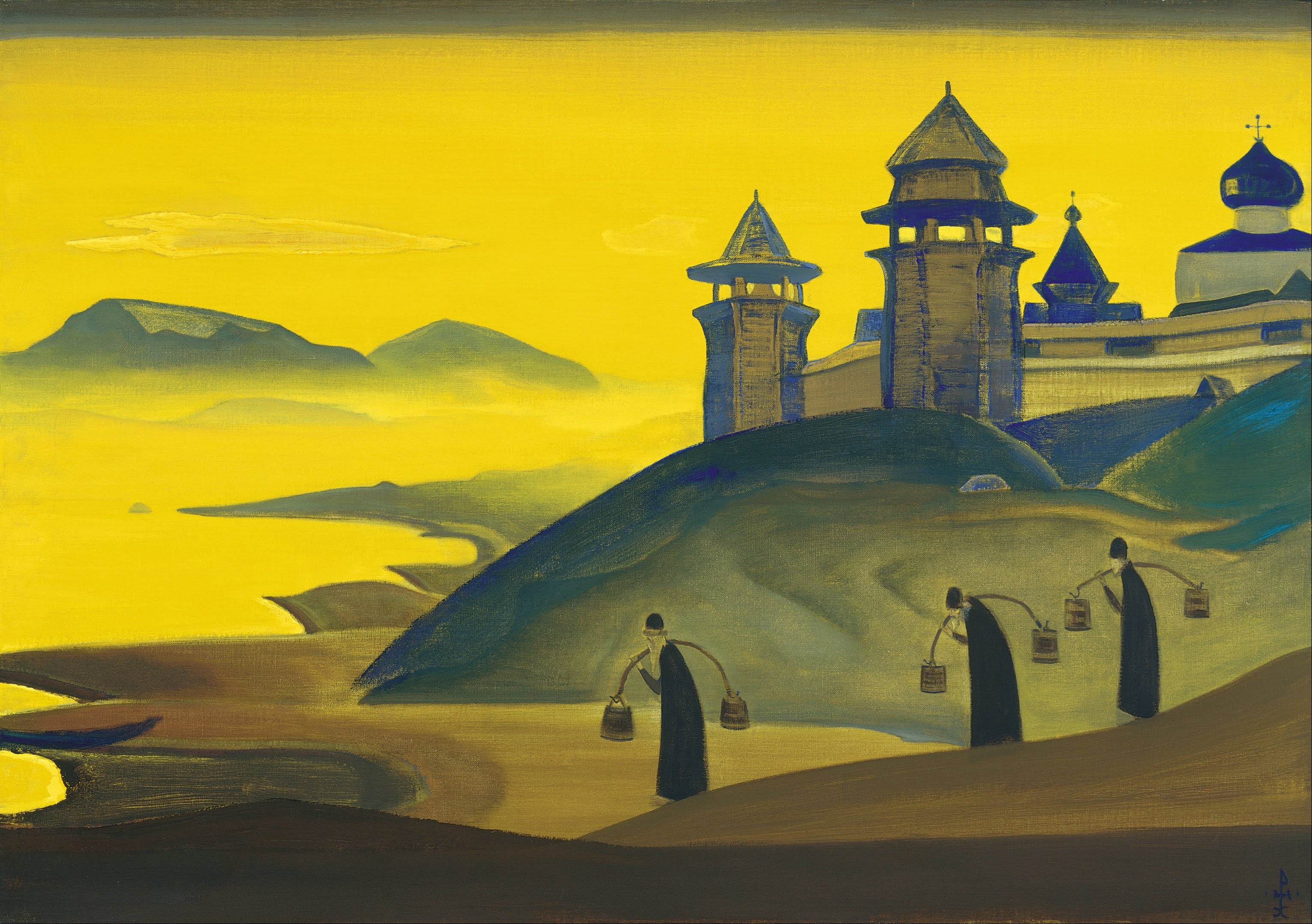
«И мы трудимся». Серия «Sancta». 1922

В 1920 году Рериху приходит предложение от директора Чикагского института искусств организовать масштабное трёхлетнее выставочное турне по 30 городам США, а также в создании эскизов костюмов и декораций для Чикагской оперы. Рерихи переезжают в Америку. Первая персональная выставка Рериха в США была открыта в декабре 1920 года в Нью-Йорке. После Нью-Йорка жители ещё 28 городов США, в том числе Чикаго, Бостона, Буффало, Филадельфии, Сан-Франциско, увидели картины Рериха. Выставки имели исключительный успех. В Америке Рерих предпринял несколько путешествий по Аризоне, Новой Мексике, Калифорнии, на остров Монхеган и создал серии картин «Новая Мексика», «Сюита океана», «Мечты мудрости». В Америке Рерихом также была написана серия картин «Санкта» (Святые) о жизни русских святых и подвижников.
Вместе с проведением выставок Рерих читает лекции о русском искусстве, об этическом и эстетическом воспитании, а в ноябре 1921 года в Нью-Йорке открывает «Мастер-Институт объединённых искусств», главной целью которого было сближение народов через культуру и искусство. Определяя задачи Института, Рерих писал:

Искусство объединит человечество. Искусство едино и нераздельно. Искусство имеет много ветвей, но корень един... Каждый чувствует истину красоты. Для всех должны быть открыты врата священного источника. Свет искусства озарит бесчисленные сердца новой любовью. Сначала бессознательно придёт это чувство, но после оно очистит всё человеческое сознание. Сколько молодых сердец ищут что-то прекрасное и истинное. Дайте же им это. Дайте искусство народу, куда оно принадлежит.— Рерих Н. К. Об искусстве
Почти одновременно с Институтом объединённых искусств в Чикаго было учреждено объединение художников «Cor Ardens» («Пылающие сердца»), а в 1922 году создаётся Международный культурный центр «Corona Mundi» («Венец Мира»). В 1923 году совместно Георгием Гребенщиковым Рерих создаёт издательство «Alatas» («Алатас»), совместно с нью-йоркским предпринимателем Л. Хоршем учреждает «Roerich Museum» (Музей Рериха), а также коммерческие предприятия «World Service. Pancosmos Corporation», «Beluha Corporation».
В 1921 году в Берлине выходит сборник стихов Рериха — «Цветы Мории», в 1922 году в Нью-Йорке издаётся книга «Adamant» («Адамант»), в 1924 году в Париже и Риге — книга «Пути Благословения», а также альбом картин. В 1922—1923 годах издаются две новые монографии о жизни и творчестве Рериха — «The World of Roerich: A Biography» (1922 год) и «Рерих» (1923 год). В 1924 году в Париже выходит первая книга Агни Йоги — «Листы сада Мории», написанная при участии Рериха.
8 мая 1923 года Рерих с супругой и младшим сыном покидает Америку и следует в Париж, а затем — в Индию, где под руководством Рериха организуется масштабная Центрально-Азиатская экспедиция. После этого Рерих трижды — в 1924, 1929 и в 1934 годах — посещал США на очень короткое время.

### Центрально-Азиатская экспедиция

#### Общая информация
События первой Центральноазиатской экспедиции нашли отражение в дневниках Н. К. Рериха «Алтай-Гималаи» и Ю.Н. Рериха «По тропам Срединной Азии», а также дневниках других участников Тибетского путешествия, в которых обращено внимание на особую «буддийскую миссию» экспедиции в Лхасу (Рябинин, Портнягин, Кордашевский). Имеется также ряд рассекреченных документов советской, английской и немецкой разведок о деятельности Рерихов в период экспедиции.

Маршруты Центрально-Азиатской экспедиции Н. К. Рериха. 1923—1928 годы

2 декабря 1923 года Н.К. Рерих с семьёй прибывает из Парижа в Индию, где налаживает культурные и деловые связи. Рерихи преодолевают свыше трёх тысяч километров, посещая Бомбей, Джайпур, Агру, Сарнатх, Бенарес, Калькутту и Дарджилинг (Сикким). В Сиккиме Рерихи определяют будущий маршрут экспедиции и в сентябре 1924 года Рерих с младшим сыном совершает поездку в Америку и Европу для оформления необходимых разрешений и документов (официально экспедиция была заявлена как американская). После Европы, в начале 1925 года, Рерих посещает Индонезию, Цейлон, Мадрас. И далее начинается основной этап экспедиции, который проходил через Кашмир, Ладак, Китай (Синьцзян), СССР (с заездом в Москву), Сибирь, Алтай, Монголию, Тибет, по неизученным областям Трансгималаев. Экспедиция продолжалась до 1928 года.
Во время экспедиции были проведены археологические и этнографические исследования в неизученных частях Азии, найдены редкие манускрипты, собраны лингвистические материалы, произведения фольклора, сделаны описания местных обычаев, написаны книги («Сердце Азии», «Алтай — Гималаи»), создано около пятисот картин, на которых художник отобразил живописную панораму экспедиционного маршрута, начата серия полотен «Гималаи», созданы серии «Майтрейя», «Сиккимский путь», «Его страна», «Учителя Востока» и др.
В процессе подготовки экспедиции Рерихи совместно с американским бизнесменом Луисом Хоршем создали в Нью-Йорке две деловые корпорации — «Ур» и «Белуха», которые имели целью проводить широкое деловое предпринимательство на территории Советского Союза. Находясь во время экспедиции в Москве, Николай Рерих хотел добиться регистрации, в соответствии с советскими законами, корпорации «Белуха» для разработки месторождений. Рерихи посетили Алтай с научно-разведывательной и этнографической экспедицией, проводя подбор мест под предполагаемые концессии и изучая возможность «организации в районе горы Белухи культурно-промышленного центра».
Первая Центральноазиатская экспедиция Н. К. Рериха проходила в несколько этапов. По прибытии в Монголию она переросла в самостоятельное «Тибетское путешествие», известное теперь как «Миссия Западных буддистов в Лхасу» (1927—1928). По своему характеру тибетская экспедиция являлась не просто художественно-археологической, но, по заявлению её руководителя, Рериха, имела статус дипломатического посольства от имени «Союза Западных буддистов». Своим окружением в экспедиции Рерих рассматривался в качестве эквивалента «Западного Далай-ламы».
Осенью 1927 года под давлением английской разведки экспедиция была задержана тибетскими властями на подступах к Лхасе и пять месяцев находилась в снежном плену высоко в горах при минусовой температуре на плато Чантанг. Экспедиция так и не была допущена в Лхасу и была вынуждена ценой неимоверных трудностей и потерь пробиваться в Индию. Завершилась Центрально-Азиатская экспедиция в Дарджилинге, где развернулась научная работа по обработке её результатов.

#### Версии и интерпретации
Существует несколько версий того, что являлось главной целью поездки Рерихов в Центрально-азиатскую экспедицию, и единства мнений нет.
- Художественные и этнографические цели
Версия об исключительно художественных и этнографических целях центрально-азиатской экспедиции Рериха описана в работах Павла Беликова[71] и Людмилы Шапошниковой[83]. Беликов написал биографию Рериха в 1972 году, когда ещё не были доступны дополнительные источники об экспедиции[67].
- Выполнение агентурных заданий ОГПУ
Существует распространённая версия о том, что Рерих был агентом Коминтерна и ОГПУ[84], а экспедиция была организована на деньги советской разведки, целью которой было свержение Далай-ламы XIII. Эта версия была впервые изложена Олегом Шишкиным в его серии статей и в книге «Битва за Гималаи»[85]. В настоящее время данная версия считается спорной[86].
- Политические цели. Строительство «Новой Страны»
В соответствии с версией Владимира Росова, Рерих был вовлечён в большую политику, пытаясь осуществить утопическую мечту о «Новой Стране»[87]. По утверждению Росова, Рерих вырабатывал общий план «Единой Азии», главный тезис которого состоял в том, чтобы в государственном масштабе объединить учение буддизма с коммунистической идеологией[88].
- Поиск Шамбалы
По этой версии Рерихи отправились в центрально-азиатскую экспедицию, чтобы найти Шамбалу, а не изучать растения, этнологию и языки[89]. Версии об одновременно духовных и политических целях поисков Шамбалы придерживается историк[90] Андрей Знаменский в своей книге «Red Shambhala»[91].

### Спиритические сеансы. «Автоматическое письмо»

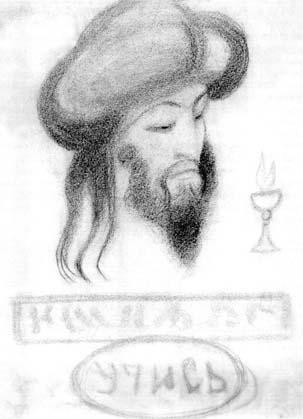
Н. К. Рерих. Аллал-Минг. 1920. Рисунок, сделанный способом автоматического письма.

В светской среде Петербурга было распространено увлечение спиритизмом, и уже с 1900 года Николай Рерих участвовал в спиритических опытах. С весны 1920 года в доме Рерихов проводятся спиритические сеансы, на которые приглашались друзья и высокопоставленные сановники. Осваивался метод «автоматического письма».
Непосредственные записи методом автоматического письма делал главным образом Н. К. Рерих, а отчасти и его сын Юрий. Рерих сделал в трансе серию карандашных портретов, на которых изображены восточные Учителя — Будда, Лао-цзы, Сестра Ориола, Учитель Рерихов Аллал-Минг и другие. По утверждению Е. И. Рерих, статья мужа «О свободе передвижения предметов искусства» (1924) «дана» автоматическим письмом.
Вот как описывает В. А. Шибаев (впоследствии секретарь Рериха) их первый совместный спиритический сеанс:

Я был приглашён к художнику академику Н. К. Рериху вечером 2 июня 1920 года и, как обыкновенно, сидел с его сыном в комнате последнего, разговаривая о разных научных темах. Я не знал, что рядом Николай Константинович и его супруга вместе с младшим сыном занимались спиритическими опытами. Я также не знал, что они спрашивали своих руководителей позволить мне вступить в кружок. Но заручившись положительным ответом, меня попросили войти и сесть за столик. В комнате был полный свет, и я ясно видел, что всякая возможность обмана была исключена. Столик нервно вздрагивал и подскакивал, и когда его спросили, кто это (был условный стук: раз — да; два раза — нет; три раза — усиленное да), не Учителя ли, — то столик подскочил и ударил раз. Потом было последовательное сообщение букв. А именно, один из присутствующих называл в беспрерывном порядке алфавит и, когда буква была произнесена, то последовал стук. Так было собрано несколько фраз.

О спиритических сеансах Рерихов известно также из их внутрисемейной переписки и дневниковых записей, где есть свидетельства того, что на сеансах со столом Рерихи вызывали «души умерших людей».
Во время спиритических сеансов «столоверчения», которые не были самоцелью, Рерихи пытались установить контакт с Учителями (Махатмами), что, по их представлению, им удалось сделать со второй половины 1921 года. Позже Рерихи стали запрещать своему окружению использовать спиритические сеансы, а для представления своих «собеседников» и для их «слышания» семье Рерихов уже не нужна была помощь стола. Исследователи, участвующие в рериховском движении, считают, что имели место реальные встречи Рерихов с Махатмами. Достаточные доказательства существования махатм отсутствуют.
По мнению некоторых[уточнить] советских исследователей, у Рериха после посещения спиритических сеансов выработалось резко отрицательное отношение к спиритизму, и мировоззрение Рериха не имеет корней в оккультно-спиритических «откровениях». Сам Рерих себя мистиком не считал (так же, как и некоторые его сотрудники), полагая, что стремление к «познаванию тончайших энергий» является не мистицизмом, а поиском истины.

### Слияние буддизма с коммунизмом. «Махатма Ленин»
После Октябрьской революции Рерих стоял в открытой оппозиции к Советской власти, писал обличительные статьи в эмигрантской прессе. Однако вскоре его взгляды неожиданно переменились, и большевики оказались в разряде идеологических союзников Рериха. Осенью 1924 года он отправился из Америки в Европу, где посетил представительство СССР в Берлине, встретился с полпредом Н. Н. Крестинским и затем — с его помощником Г. А. Астаховым.
Идеологическая близость к коммунизму проявилась у Рерихов в литературе. Монгольское издание «Общины» (1926), одной из книг Агни-Йоги, содержало частые упоминания о Ленине и проводились параллели между коммунистической общиной и буддийской. По сути в ней давались указания Советскому правительству на необходимость немедленного проведения в жизнь преобразований, начатых Лениным (что не было сделано), одухотворения коммунизма буддийским учением, а также давались указания о недопустимости насильственной общины. Позже была издана «универсальная» версия книги (2-е изд., Рига, 1936) — без упоминания имён Ленина и Маркса, а слово «коммуна» было заменено словом «община». Например, в параграфе 64 «Общины» 1936 года уже нет тех слов, которые были в издании 1926 года: «Появление Ленина примите как знак чуткости Космоса».
В Хотане у Рерихов появилось знаменитое «письмо Махатм» для передачи Советскому правительству и ларец с гималайской землёй на могилу «Махатмы Ленина». В этом «письме» Махатмы (само существование которых спорно), в числе прочего, приветствовали «упразднение церкви, ставшей рассадником лжи и суеверий». Все дары Рерих вручил лично наркому Чичерину в июне 1926 года, а тот передал их в Институт Ленина. Также в Хотане 5 октября 1925 года художник задумал картину «Гора Ленина», которая хранится сейчас в Нижегородском государственном художественном музее. На картине чётко прорисован легко узнаваемый образ Ленина. Позже Рерих переименовал картину в «Явление срока», однако в Москве она фигурировала под своим первоначальным названием, о чём в дарственной Рерих собственной рукой написал: «Гора Ленина».

Гора Ленина высится конусом между двух крыльев белого хребта. Лама шепчет: «Ленин не был против истинного буддизма»— Из рукописи экспедиционного дневника Н. К. Рериха «Алтай-Гималаи», сохранившегося в архиве Внешней политики РФ (Москва), запись от 02.10.1925.
Наркому просвещения А. В. Луначарскому Рерих передал картины серии «Майтрейя», которые не принял ни один советский музей, так как художественная комиссия посчитала их некоммунистическими и декадентскими, и они долгое время висели на даче у М. Горького.
В 1934 году Рерих стал испытывать сильную неприязнь к коммунистам. В публичных выступлениях в Харбине он противопоставлял себя как фашистам, так и коммунистам: «Большевизм — тёмная, разрушительная сила». В 1935 году он опубликовал в эмигрантской прессе эссе «Охранение», в котором выразил возмущение относительно актов вандализма в Советской России.

### Институт Гималайских исследований «Урусвати»

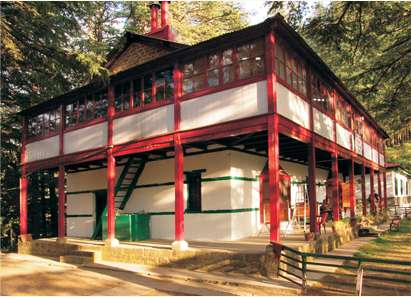
Институт Гималайских исследований «Урусвати»

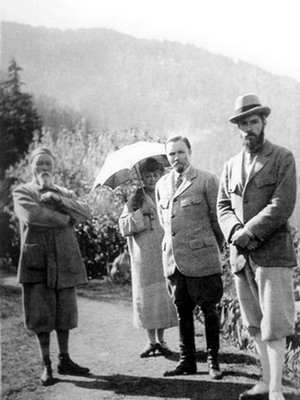
Семья Рерихов (долина Кулу, Индия)

Обширный научный материал, собранный Рерихами во время экспедиции, требовал систематизации и обработки, и по окончании экспедиции 12 июля 1928 года в Нью-Йорке был основан Институт Гималайских исследований, а затем в Западных Гималаях, в долине Кулу (см. Куллу (округ)). Н. К. Рерих основывает Институт «Урусвати», что в переводе с санскрита означает «Свет Утренней звезды». Здесь же, в долине Кулу, пройдёт последний период жизни художника. Директором Института становится Юрий Рерих, старший сын Николая Рериха, учёный-востоковед. Он же руководил этнолого-лингвистическими исследованиями и разведкой археологических памятников.
В институте работали медицинская, зоологическая, ботаническая, биохимическая и многие другие лаборатории. Проводилась большая работа в области лингвистики и филологии Востока. Собирались и переводились на европейские языки редкие письменные источники многовековой давности, изучались полузабытые наречия. Приглашённые специалисты и временные сотрудники собирали ботанические и зоологические коллекции.
С институтом сотрудничали десятки научных учреждений Европы, Америки и Азии. Научные материалы он посылал в Мичиганский университет, Нью-Йоркский ботанический сад, Пенджабский университет, Парижский музей естественной истории, Гарвардский университет, Ботанический сад Академии наук СССР. Академик Н. И. Вавилов, известный советский ботаник и генетик, обращался в институт «Урусвати» за научной информацией, а также получал оттуда семена для своей уникальной ботанической коллекции. Сотрудничали с институтом и такие выдающиеся учёные как Альберт Эйнштейн, Луи де Бройль, Роберт Милликен, Свен Гедин и др. С 1931 года при институте издавался ежегодник, в котором публиковались результаты научной деятельности его сотрудников. В научных и периодических изданиях Азии, Европы и Америки выходили статьи по специальным вопросам, разрабатывающимся в «Урусвати».
Вскоре разразился мировой кризис, затем мировая война. Институт Гималайских исследований был лишён возможностей к деятельности и был законсервирован. В настоящее время существует также критическое мнение о деятельности института как не имевшей независимой научной оценки, неподтверждённой специалистами в области медицины, психологии и антропологии.

### Мастер-Билдинг и конфликт с Луисом Хоршем

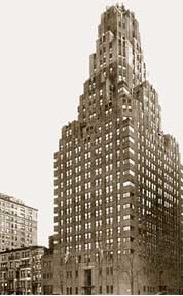
Музей Рериха (1929—1938), 310 Riverside Drive, New York

В 1922 году Рерих познакомился с преуспевающим нью-йоркским брокером Луисом Л. Хоршем (Louis L. Horch). Хорш и его жена Нетти (Nettie) попали под сильнейшее влияние личности Рериха и в результате стали самыми щедрыми из его последователей.
В 1925 году, в то время как Рерих находился в Азии, Хорш начал реализацию самого масштабного проекта Рериха в США — строительство Мастер-Билдинга (The Master Building, название может быть переведено как Дом Учителя или Дом Мастера). Мастер-Билдинг представлял собой 29-этажный небоскрёб в стиле ар-деко, на первых двух этажах которого размещались Музей Рериха (The Roerich Museum) и Институт объединённых искусств Мастера (The Master Institute of United Arts), а на верхних — апартамент-отель. Для строительства здания в 1923 году была учреждена общественная организация — Музей Рериха, управлявшаяся Президентом Л. Хоршем и Советом поверенных (The Board of Trustees), Н. К. Рерих был избран Почётным президентом. Источниками финансирования являлись пожертвования Хорша и облигационный заём.
Дом Мастера был торжественно открыт в ноябре 1929 года. В коллекции музея было более тысячи полотен Рериха (большая часть из которых была куплена для музея Хоршем), произведения искусства Тибета, библиотека тибетских манускриптов. Для проведения публичных мероприятий была предназначена аудитория на 300 мест. Институт объединённых искусств организовывал классы по живописи, скульптуре, архитектуре и дизайну. С открытием Дома Мастера популярность Рериха в США достигла высшей точки.
Хорш помогал Рериху и в других его начинаниях — финансировал экспедиции «Гуру» и организовываемые им предприятия, прежде всего концессии «Ур» и «Белуха». С 1929 года все коммерческие начинания Рериха и Хорша шли неудачно. Маньчжурская экспедиция Рериха 1934—1935 годов (см. далее) превратилась, как это воспринималось из США, в сплошной скандал; американская пресса обвиняла Рериха в «унижении правительства США». Доверие Хорша к Рериху, первоначально безграничное, постепенно оказывалось всё более и более подорванным. В августе 1935 года разразился кризис — Хорш окончательно вышел из повиновения Рериху.
Хорш, как Президент Музея Рериха и его кредитор, имел значительное влияние на Совет поверенных. Как оказалось, контроль над Домом Мастера по существу принадлежал Хоршу, а Рерих распоряжался им постольку, поскольку Хорш был готов добровольно ему повиноваться. В результате череды скандалов, арестов имущества и судебных процессов Музей Рериха и Институт к 1938 году были закрыты, здание попало под контроль Хорша.
Хорш инициировал проверку налоговой службы США, в результате которой была выявлена неуплата Н. К. Рерихом подоходного налога на сумму 48 000 долларов, а также выиграл в суде иск к Рериху на сумму 200 000 долларов. Вкупе с разрывом Рериха с Г. Э. Уоллесом, претензиями к Рериху Правительства США, критическим отношением к Рериху американской прессы данные задолженности привели к тому, что Рерих никогда более не смог вернуться в США. Рерих и Хорш так и не примирились.

### Маньчжурская экспедиция

Маршрут Маньчжурской экспедиции Н. К. Рериха 1934—1935 годов

Рерих разделял распространённые среди русской интеллигенции начала XX века идеи евразийской роли России и панмонголизма, и проанализировав тенденции мировой политики и собранные в Центральноазиатской экспедиции пророчества, приходит к выводу, что середина 1930-х годов может ознаменоваться разворачиванием процесса «единения Азии», который начнётся с Монголии, Маньчжурии, северного Китая и южной и юго-восточной Сибири. Желая по возможности принять участие в этом процессе, он организует через американский Сельскохозяйственный Департамент долгосрочную экспедицию в Маньчжурию и северный Китай. В 1930 году Рерих подружился с Г. Э. Уоллесом, который, став министром сельского хозяйства в администрации Франклина Рузвельта, отправил Рериха в экспедицию с целью сбора семян растений, предотвращающих разрушение плодоносных слоёв почвы.
28 апреля 1934 года Рерих со старшим сыном отправились из Сиэтла в Иокагаму (Япония), откуда 24 мая 1935 года отбыли в Киото. В Японии Рерихов принимают на высшем правительственном уровне. Рерих присутствует на многочисленных культурных мероприятиях, читает лекции, встречается с членами правительства. С японской стороной было заключено соглашение о проведении выставки картин Рериха, которая открылась в Киото в этом же году. Одновременно в Японии был организован «Комитет Пакта Рериха и Знамени Мира» под руководством Г. И. Черткова.
30 мая 1934 года Рерих с сыном прибыли в Харбин, откуда стартовала научная часть экспедиции, состоявшая из двух маршрутов. Первый маршрут включал Хинганский хребет и Баргинское плато (1934), второй — пустыни Гоби, Ордос и Алашань (1935). Эти маршруты проходили по территории Внутренней Монголии, расположенной в северной и северо-восточной части Китая. Художник написал много этюдов, проводил археологические исследования, собирал материалы по лингвистике и фольклору. Рерих в течение 17 месяцев написал 222 очерка для «Листов дневника», которые отражают экспедиционную работу, затрагивают научные и философские темы. В результате экспедиции было найдено около 300 видов засухоустойчивых трав, собраны лекарственные растения. В Америку было направлено 2000 посылок семян. Результаты изысканий один из участников экспедиции, ботаник Й. Л. Кенг, опубликовал в «Журнале Вашингтонской Академии наук». Он указал в статье на пять неизвестных науке трав, одна из которых была названа в честь Рериха — Stipa roerichii. Также были представлены доклад ботаника Т. П. Гордеева, посвящённый описанию растительности в районе Барги и Большого Хингана и отчёты Ю. Н. Рериха о проведении изысканий в Северной Маньчжурии и Внутренней Монголии. Министр сельского хозяйства Генри Уоллес, инициировавший экспедицию, впоследствии сообщил, что почти все найденные семена обладают либо низкой ценностью, либо вообще ей не обладают.
Первая деловая встреча Рериха после отъезда из США в экспедицию была в Японии с военным министром Хаяси Сэндзюро, и целью встречи было исследование возможностей создания нового государства на северо-востоке Азии. Во время экспедиции Рерих и его сын Юрий не только формально сотрудничали с эмигрантскими организациями, такими как Военно-Монархический Союз, Военно-Казачий Союз, Легитимисты, но и предпринимали конкретные шаги, например, оказывали финансовую помощь Сибирскому Казачьему войску и купили газету «Русское Слово» для Российского Общевоинского Союза.
В Харбине Рерих основал «Русский Комитет Пакта Рериха в Харбине» и сельскохозяйственный кооператив «Алатырь», издательский отдел которого выпустил новую книгу Рериха «Священный Дозор», а также книги «Знамя Мира. Русский Комитет Пакта Рериха в Харбине» и «Религиозное творчество академика Н. К. Рериха» М. Шмидта.
Рерих вёл самую активную деятельность среди многочисленной русской эмиграции, став заметным культурным лидером. Это вызвало недовольство властей США, от чьего имени и на чьи средства проводилась экспедиция. Также это привлекло внимание белогвардейской контрразведки, которая, установив факт посещения Рерихом Москвы и его теософские увлечения, раздула скандал в прессе. Взгляды Н. К. Рериха не приняла та часть эмиграции, которая стояла на так называемых пораженческих позициях. Сам же Рерих неоднократно говорил своим ближайшим сотрудникам, что непременным условием для его личной поддержки является патриотическое отношение к своей Родине, независимо от существующей там в данный момент власти. Японские власти, поддержанные прояпонскими кругами, были недовольны работой Рериха по объединению эмиграции на Дальнем Востоке и провели кампанию в харбинской прессе по дискредитации культурной миссии Рериха. Японская цензура арестовала весь тираж отпечатанной в типографии книги Н. К. Рериха «Священный дозор». После публикации скандальной статьи в газете «Чикаго Трибьюн» в июне 1935 года, где сообщалось о военных приготовлениях экспедиции у границ Монголии, министр Уоллес прервал отношения с Рерихами, поскольку они могли испортить ему репутацию в глазах избирателей.
Экспедиция была досрочно прекращена в Шанхае 21 сентября 1935 года. Лишение поддержки со стороны Г. Уоллеса и бизнесмена Л. Хорша в конце 1935 года привело к разрушению деятельности всех рериховских учреждений в США.

### Пакт РерихаиЗнамя Мира

#### Понятие культуры у Рериха

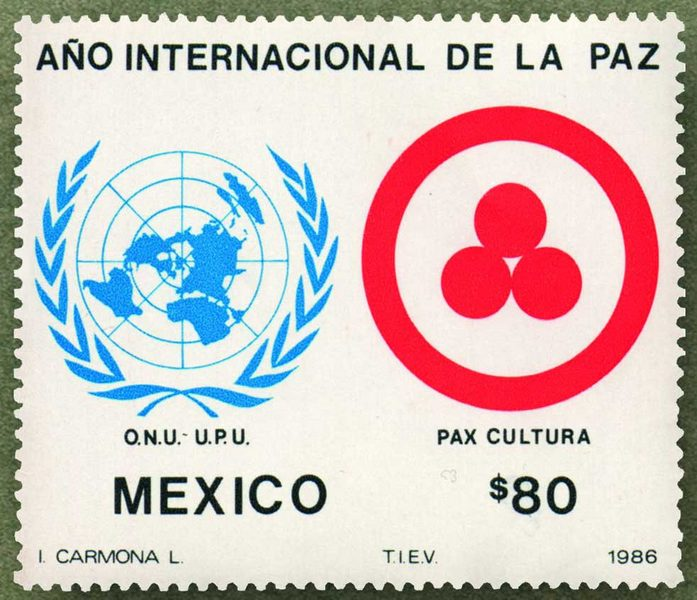
Почтовая марка Мексики. На марке — эмблема ООН и символ Знамени Мира

В своих философско-художественных очерках Рерих создаёт новую концепцию Культуры, основанную на идеях Живой Этики. Культура, по мнению Н. К. Рериха, тесно связана с проблемами космической эволюции человечества и является «величайшим устоем» этого процесса. «Культура покоится на Красоте и Знании», — писал он. И повторял известную фразу Достоевского с небольшой поправкой: «Осознание Красоты спасёт мир». Красота познаётся человеком лишь через Культуру, неотъемлемой частью которой является творчество. Об этом говорится и в книгах Живой Этики, непосредственное участие в создании которых принимали Рерихи. Елена Ивановна записывала, а Николай Константинович отображал идеи Живой Этики в художественных образах.
В широкое понятие Культуры Н. К. Рерих включал синтез лучших достижений человеческого духа в области религиозного опыта, науки, искусства, образования. Николай Рерих сформулировал принципиальное отличие Культуры от цивилизации. Если Культура имеет отношение к духовному миру человека в его творческом самовыражении, то цивилизация есть лишь внешнее обустройство человеческой жизни во всех её материальных, гражданских аспектах. Отождествление цивилизации и Культуры, утверждал Николай Рерих, приводит к путанице этих понятий, к недооценке духовного фактора в развитии человечества. Он писал о том, что «Богатство само по себе ещё не даёт Культуры. Но расширение и утончение мышления и чувство Красоты дают ту утончённость, то благородство духа, которым и отличается культурный человек. Именно он может строить светлое будущее своей страны». Исходя из этого, человечество не только должно развивать Культуру, но и обязано её защищать.

#### Создание и подписание Пакта
В 1928 году Н. К. Рерих в сотрудничестве с доктором международного права и политических наук Парижского университета Г. Г. Шклявером подготавливает проект Договора о защите культурных ценностей (Пакт Рериха). Вместе с Договором Н. К. Рерих предлагает отличительный знак для идентификации объектов охраны — Знамя Мира, представляющее собой белое полотнище с красной окружностью и вписанными в неё тремя красными кругами, символизирующими единство прошлого, настоящего и будущего в круге вечности, по другой версии — религия, искусство и наука в круге культуры.
За международную культурную деятельность и инициативу Пакта в 1929 году Рерих был выдвинут соавтором Пакта Г. Г. Шклявером на Нобелевскую премию мира. В 1929 году текст проекта Договора с сопроводительным обращением Н. К. Рериха к правительствам и народам всех стран публикуется в прессе и рассылается в правительственные, научные, художественные и образовательные учреждения всего мира, проводятся международные конференции. В результате, в ряде стран были образованы комитеты в поддержку Пакта, а также учреждена Всемирная Лига Культуры. Проект Пакта был одобрен Комитетом по делам музеев при Лиге Наций, а также Панамериканским союзом.
Рерих надеялся, что Пакт будет иметь воспитательное значение. «Пакт для защиты культурных сокровищ нужен не только как официальный орган, но как образовательный закон, который с первых школьных дней будет воспитывать молодое поколение с благородными идеями о сохранении истинных ценностей всего человечества», — говорил Николай Рерих. Идею Пакта поддержали Ромен Роллан, Бернард Шоу, Рабиндранат Тагор, Альберт Эйнштейн, Томас Манн, Герберт Уэллс и др.

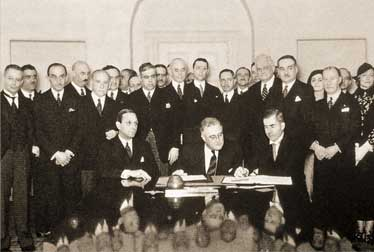
Подписание Пакта Рериха 15 апреля 1935 год. В центре: Президент США Ф. Рузвельт.

Государственный департамент США счёл пакт «бесполезным, слабым и неисполнимым». 30 августа 1933 года правительство сообщило о ненужности Пакта Рериха, поскольку все пункты этого документа уже включены в Гаагскую конвенцию 1907 года, принятую Соединёнными Штатами на государственном уровне. Однако одобрение договора президентом Ф. Рузвельтом и пропаганда Пакта со стороны министра Генри Уоллеса, считавшего в тот период Рериха своим Гуру, возобладали над оппозицией Госдепартамента. Подписание Пакта состоялось 15 апреля 1935 года в Белом Доме в Вашингтоне при личном участии Франклина Рузвельта. Документ был ратифицирован десятью из двадцати одной стран американского континента.
Подписание Пакта Рериха получило большой резонанс и в Америке, и в Европе. Это позволило Рериху предпринять вторую попытку добиться Нобелевской премии Мира, о чём сотрудники Музея Рериха в Нью-Йорке получили соответствующее задание, отправившись в Европу с пакетом рекомендательных писем. Генри Уоллес на следующий день после подписания Пакта обратился с письмами к 15 адресатам, в том числе к вице-президенту Комитета по Нобелевским премиям мира Бернарду Хансену, а также к самому президенту доктору Фредерику Стэнгу, выразив официальное мнение, что «профессор Рерих мог бы стать наиболее предпочтительным кандидатом на Нобелевскую премию мира».
Однако Нобелевскую премию Рерих снова не получил, а 23 июня в Америке разразился скандал, спровоцированный статьёй работавшего в Пекине американского журналиста Джона Пауэлла в газете «Чикаго Трибьюн», и касавшийся Маньчжурской экспедиции Рериха. В результате скандала Генри Уоллес досрочно прекратил экспедицию Рериха и сделал всё, чтобы аннулировать Пакт. Для этого 24 октября 1935 года он разослал серию писем официальным лицам и послам латиноамериканских государств и практически всех европейских держав, сообщая о «тех, кто фанатично продолжает свою политику, возвышая имя, а не идеал» (всего в 57 стран). Разуверившись в Рерихе, Уоллес даже попытался переименовать Пакт Рериха.
Пакт Рериха стал первым международным актом, специально посвящённым охране культурных ценностей, единственным соглашением в этой сфере, принятым частью международного сообщества до Второй мировой войны. В 1949 году на 4-й сессии Генеральной конференции ЮНЕСКО было принято решение приступить к работе по международно-правовой регламентации в области защиты культурных ценностей в случае вооружённого конфликта. В 1954 году Пакт Рериха лёг в основу Гаагской «Международной конвенции о защите культурных ценностей в случае вооружённого конфликта».
Идеи Пакта нашли отражение и в искусстве Николая Рериха. Эмблему «Знамени Мира» можно видеть на многих его полотнах тридцатых годов. Специально Пакту посвящена картина «Мадонна-Орифламма».

### Индийский период
С конца 1935 года Рерих постоянно живёт в Индии (Северные Гималаи, долина Кулу, Наггар). Этот период является одним из самых плодотворных в творчестве Рериха. За 12 лет художником написано более тысячи картин, две новые книги и несколько томов литературных очерков. В 1936 году в Риге выходят в свет книги «Врата в Будущее» и «Нерушимое», а в 1939 году — одна из самых крупных монографий о творчестве Рериха с очерками Всеволода Иванова и Эриха Голлербаха. Кроме того в Риге, США и Индии выходят не менее восьми крупных исследований по творчеству Рериха. В 1936 году в Нью-Йорке проходит защита первой докторской диссертации о педагогическом методе Рериха.
Продолжается сотрудничество с культурными центрами Америки и Европы. В 1937 году официально открывается музей Николая Рериха в Риге, в котором экспонировалось более 40 полотен художника, а также проходит Первый конгресс Балтийских обществ Рериха. 16 июня 1938 года Русский культурно-исторический музей в Праге открывает отдельный рериховский зал, в котором представлены более 15 крупных работ художника. Успешно работает музей Николая Рериха в Брюгге при созданном фонде «Рерих Фаундейшен», где экспонируются 18 картин Рериха. Король Леопольд жалует музею титул «в память короля Альберта». В Белградском музее Принца Павла с 1932 года под патронажем югославского короля Александра I экспонируется 21 картина Н. К. Рериха. С 1933 года в Загребе в музее Академии наук проходит постоянная выставка 10 картин Н. К. Рериха. Работает музей Николая Рериха в Париже (в Пале Рояль, где выставлены не менее 19 картин).
В США в 1936 году ученики Рериха организуют Центр искусств «Арсуна» (г. Санта-Фе, США), а в 1937 году основывают Ассоциацию Содействия Культуре «Фламма» (Либерти, штат Индиана), которая привлекала к сотрудничеству широкий круг деятелей культуры и начала выпуск книг и одноимённого журнала. Журнал издавался в Индии, а редактировался из Индии и США.
В 1938 году в Нью-Йорке открывается «Академия искусств имени Н. К. Рериха», продолжившая традиции «Института объединённых искусств».
Особым почитанием творчество Рериха пользуется в Индии. С 1932 по 1947 год в разных городах Индии было проведено 18 крупных выставок картин Рериха (Бенарес (1932), Аллахабад (1933), Лакхнау (1936), Тривандрам (1938), Хайдарабад (1939), Тривандрам (1939), Ахмадабад (1939), Майсур (1939), Лахор (1940), Бомбей (1940), Тривандрам (1941), Индор (1941), Барода (1941), Ахмадабад (1941), Мадрас (1941), Майсур (1942), Хайдарабад (1943—1944), Дели (1947)). Картины приобретаются индийскими музеями и коллекционерами. С 1932 года в индийском Аллахабаде работает Рериховский центр искусства и культуры. Центр проводит многочисленные выставки индийских художников, занимается издательской и лекционной деятельностью. Работа центра не прекращается даже в годы Второй мировой войны. В 1932 году отдельный зал 12 картин Н. К. Рериха был организован в музее «Бхарат Бхала Бхаван» (Варанаси). 19 февраля 1934 года специальный зал Рериха был открыт в Аллахабадском муниципальном музее, собрание которого пополняется вплоть до 1937 года и составляет 19 картин художника. В 1940 году в галерее им. Шри Читралайама (Тривандрум) под картины Н. К. Рериха был выделен отдельный флигель из двух залов. Там же в Тривандруме издаются две монографии о творчестве Н. К. Рериха, претерпевших несколько переизданий.

##### Попытки возвращения на Родину
С 1936 года Рерих стремится вернуться на Родину:
«В 1926 году было уговорено, что через десять лет и художественные, и научные работы будут закончены. С 1936 года начались письма, запросы. Г. Г. Ш[клявер] извещал, что Суриц предложил пожертвовать для музеев четыре картины. Наше французское общество писало Верховному Совету о Пакте. Писали в Комитет по делам искусства. Посылали книги. Ждали вестей». В 1937 году Рерих сначала через Парижский центр Рериха, а после и лично, обращается к советскому руководству о возможности присоединения СССР к Пакту Рериха — «полный мыслью о служении Родине», обсуждает через посла СССР во Франции Сурица пути возвращения на Родину. По совету посла в 1938 году Рерих обращается в Комитет по делам искусств СССР с просьбой принять в дар три картины. В том же 1938 году Рерих пишет письмо в Наркомат иностранных дел СССР: «…Я и члены моей семьи стремятся теперь же принести свои познания и творчество в пределы Родины». Однако, все предпринятые усилия не увенчались успехом. Рерих не получил ответа на посланные обращения.
В 1938 году нарком НКИД СССР М. М. Литвинов докладывает И. В. Сталину о желании Рериха вернуться с семьёй в СССР. Даёт Рериху положительную характеристику. Сталин пишет резолюцию: «Не отвечать».
В 1939 году Рерих даёт поручение сотрудникам Латвийского общества Рериха в получении советских виз через советское полпредство в Латвии. Руководитель Латвийского общества Рериха, Рудзитис, пишет в дневнике: «…получено письмо, в котором Рерих высказывает желание вернуться на Родину». Но и эти усилия не приносят успеха. Последнее обращение Рериха с просьбой о возвращении на Родину было в 1947 году — за несколько недель до смерти.

#### Вторая мировая война

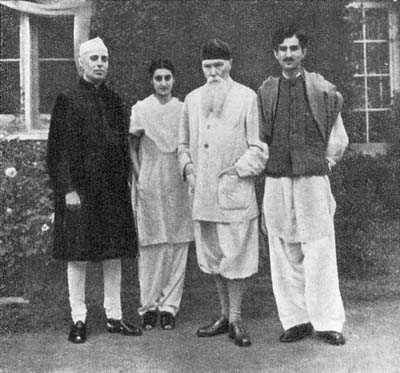
Джавахарлал Неру, Индира Ганди, Николай Рерих, М. Юнус (Имение Рерихов, Кулу)

Находясь в Индии, Николай Константинович Рерих с самых первых дней Второй мировой войны использует все возможности, чтобы помочь России. Вместе с младшим сыном Святославом Рерихом он устраивает выставки и продажу картин, а все вырученные деньги перечисляет в фонд советского Красного Креста и Красной Армии. Пишет статьи в газетах, выступает по радио в поддержку советского народа.
В годы войны художник в своём творчестве вновь обращается к теме Родины. В этот период он создаёт ряд картин — «Поход Игоря», «Александр Невский», «Партизаны», «Победа», «Богатыри проснулись» и другие, в которых использует образы русской истории и предрекает победу русского народа над фашизмом.

...Всякий, кто ополчится на народ русский, почувствует это на хребте своём. Не угроза, но сказала так тысячелетняя история народов. Отскакивали разные вредители и поработители, а народ русский в своей целине необозримой выоривал новые сокровища. Так положено. История хранит доказательства высшей справедливости, которая много раз уже грозно сказала: «Не замай!».— Н. К. Рерих. «Не замай!» 10 июня 1940 года
В «Листах дневника» Н. К. Рериха содержится много страниц, посвящённых военному и трудовому подвигу советского народа.
В 1942 году, до Сталинградской битвы, Николай Рерих принимал у себя в Кулу борца за свободу Индии Джавахарлала Неру и его дочь Индиру Ганди. Вместе обсуждали судьбу нового мира, в котором восторжествует долгожданная свобода покорённых народов. «Говорили об Индо-Русской культурной ассоциации, — записывал в дневник Рерих, — пора мыслить о кооперации полезной, созидательной…». Индира Ганди вспоминала:

Мой отец и я имели счастье знать Николая Рериха. Он был одним из наиболее впечатляющих людей, которых я когда-либо встречала. Он сочетал в себе современного учёного и древнего мудреца. Он жил на Гималаях много лет и постиг дух этих гор, отображая их бесчисленные настроения и сочетания красок. Картины Николая Рериха вдохновили многие новые течения среди наших художников.

Когда гитлеровские войска оккупировали многие территории СССР, Николай Рерих обратился к своим сотрудникам с просьбой послужить делу взаимопонимания народов двух держав — России и США.
В 1942 году в Нью-Йорке была создана Американо-русская культурная ассоциация (АРКА). Среди активных сотрудников были Эрнест Хемингуэй, Рокуэлл Кент, Чарли Чаплин, Эмиль Купер, Сергей Кусевицкий, П. Геддас, В. Терещенко. Деятельность ассоциации приветствовали учёные с мировыми именами Роберт Милликен и Артур Комптон.

#### Последние годы жизни

«Профессор Николай Рерих». 1944
Святослав Рерих

В Индии Николай Рерих был лично знаком с известными индийскими философами, учёными, писателями, общественными деятелями.
В Индии художник продолжает работать над серией картин «Гималаи», составляющей более двух тысяч полотен. Для Рериха горный мир является неисчерпаемым источником вдохновения. Художественные критики отметили новое направление в его творчестве и назвали «мастером гор». В Индии были написаны серии «Шамбала», «Чингис хан», «Кулута», «Кулу», «Святые горы», «Тибет», «Ашрамы» и др. Выставки мастера экспонировались в различных городах Индии и их посещало большое количество людей.
После окончания войны художник последний раз запросил визу на въезд в Советский Союз, но 13 декабря 1947 года он уходит из жизни, так и не узнав, что в визе ему отказали.

В долине Кулу, на месте погребального костра, был установлен большой прямоугольный камень, на котором высечена надпись:

«Тело Махариши Николая Рериха, великого друга Индии, было предано сожжению на сём месте 30 магхар 2004 года Викрам эры, отвечающего 15 декабря 1947 года. ОМ РАМ (Да будет мир).»

Завет Николая Рериха
«Любите Родину. Любите народ русский. Любите все народы на всех необъятностях нашей Родины. Пусть эта любовь научит полюбить и всё человечество. <…> Полюбите Родину всеми силами — и она вас возлюбит. Мы любовью Родины богаты. Шире дорогу! Идёт строитель! Идёт народ русский!»

## Награды
- Кавалер ордена Святого Станислава
- Кавалер ордена Святой Анны
- Кавалер Святого Владимира 4-й степени (1913)[174][175].
- Кавалер югославского ордена Святого Саввы.
- Кавалер ордена Почётного легиона Франции.
- Кавалер королевского шведского ордена Полярной звезды.

## Список организаций, членом которых состоял Рерих
1. Действительный член Российской академии художеств (Российская Империя).
2. Член Русского археологического общества (Российская Империя).
3. Член и один из учредителей Общества возрождения художественной Руси (Российская Империя).
4. Член общественной «Комиссии по изучению и описанию Старого Петербурга»[176] (Российская Империя).
5. Член попечительского Комитета Общины св. Евгении (Российская Империя).
6. Член общества «Мюссаровские понедельники» (Российская Империя).
7. Председатель художественного объединения «Мир искусства» (Российская Империя).
8. Член Союза русских художников (Российская Империя).
9. Член Общества защиты и сохранения в России памятников искусства и старины[30] (Российская Империя).
10. Член и один из учредителей Общества художников им. А. И. Куинджи[177] (Российская Империя).
11. Член правления Общества архитекторов-художников (Российская Империя).
12. Член Общества изящных искусств при Лиге образования (Российская Империя).
13. Член художественно-литературной секции «Русского собрания» (Российская Империя).
14. Действительный член Реймской академии (Франция).
15. Член Доисторического общества (Франция).
16. Почётный член Общества Мора (Франция).
17. Член Красного Креста (Франция).
18. Член Общества по изучению древностей (Франция).
19. Пожизненный член Федерации французских художников (Франция).
20. Член Осеннего салона (Франция).
21. Член-учредитель Этнографического общества (Франция).
22. Пожизненный член Общества антикваров (Франция).
23. Почётный член Общества Люзас (Франция).
24. Почётный член Лиги в защиту искусства (Франция).
25. Член Художественного общества Финляндии (Финляндия).
26. Основатель Института объединённых искусств в Нью-Йорке (США).
27. Основатель Международного культурного центра «Corona Mundi» (США).
28. Почётный директор Музея имени Н. К. Рериха в Нью-Йорке и его филиалов в Европе, Америке и странах Востока.
29. Действительный член Югославской академии наук и художеств (Загреб).
30. Действительный член Португальской академии (Коимбра).
31. Действительный член Международного института науки и литературы (Болонья, Италия).
32. Почётный член Комитета по культуре (Буэнос-Айрес, Аргентина).
33. Вице-президент Общества Марка Твена (США).
34. Вице-президент Американского института археологии (США).
35. Почётный член Просветительского общества Бенареса (Индия).
36. Почётный президент Международного союза в поддержку Пакта Рериха (Брюгге).
37. Почётный покровитель Исторического общества при академии (Париж).
38. Почётный президент Общества имени Рериха во Франции (Париж).
39. Почётный президент Академии имени Рериха (Нью-Йорк).
40. Почётный президент Общества за культурный прогресс «Фламма» (штат Индиана, США).
41. Почётный президент Общества имени Рериха в Филадельфии (США).
42. Почётный член Общества по охране исторических памятников (Нью-Йорк).
43. Почётный президент Латвийского общества Рериха (Рига).
44. Почётный президент обществ Рериха в Литве, Югославии, Китае.
45. Почётный член Института имени Субхас Чандра Боше (Калькутта).
46. Член Института Джагадиса Бозе (Индия).
47. Член Нагати Прачари Сабха (Индия).
48. Пожизненный член Королевского азиатского общества в Бенгалии (Калькутта).
49. Пожизненный член Общества «Искусство Востока» (Калькутта).
50. Почётный президент и доктор литературы Международного института по изучению буддизма в Сан-Франциско (Калифорния) [Международный буддийский институт (США)].
51. Почётный член Русского музея истории и культуры в Праге (Чехословакия).
52. Покровитель Культурного общества (Амритсара, Индия).
53. Член-благотворитель Ассоциации международных исследований (Париж).
54. Почётный член Ассоциации Филда (С.-Луис, США).
55. Почётный член Общества Браурведа (Ява).
56. Почётный член Национальной ассоциации естественной медицины в Америке (Лос-Анджелес, Калифорния).
57. Почётный президент Центра искусств и культуры (Аллахабад, Индия).
58. Президент Всемирной Лиги Культуры (США).
59. Почётный президент Американо-русской культурной ассоциации в Нью-Йорке (США).

## Основные труды
Встань, друг. Получена весть.

Окончен твой отдых.

Сейчас я узнал, где хранится

один из знаков священных.

Подумай о счастье, если

один знак найдём мы.

Надо до солнца пойти.

Ночью всё приготовить.

Небо ночное, смотри,

невиданно сегодня чудесно.

Я не запомню такого.

Вчера ещё Кассиопея

была и грустна и туманна,

Альдебаран пугливо мерцал.

И не показалась Венера.

Но теперь воспрянули все.

Орион и Арктур засверкали.

За Алтаиром далеко

новые звёздные знаки

блестят, и туманность

созвездий ясна и прозрачна.

Разве не видишь ты

путь к тому, что

мы завтра отыщем?

Звёздные руны проснулись.

Бери своё достоянье.

Оружье с собою не нужно.

Обувь покрепче надень.

Подпояшься потуже.

Путь будет наш каменист.

Светлеет восток. Нам

пора.

1916
1. Искусство и археология // Искусство и художественная промышленность. СПб., 1898. № 3; 1899. № 4—5.
2. Некоторые древности Шелонской пятины и Бежецкого конца. СПб., 31 с., рисунки автора, 1899.
3. Экскурсия Археологического института 1899 г. в связи с вопросом о финских погребениях С. Петербургской губернии. СПб., 14 с., 1900.
4. Некоторые древности пятин Деревской и Бежецкой. СПб., 30 с., 1903.
5. По старине, СПб., 1904, 18 с., рисунки автора.
6. Каменный век на озере Пирос., СПб., изд. «Русского археологического об-ва», 1905.
7. Собрание сочинений. Кн. 1. М.: Изд‑во И. Д. Сытина, 335 с., 1914.
8. Сказки и притчи. Пг.: Свободное искусство, 1916.
9. Violators of Art. London, 1919.
10. Цветы Мории. Берлин: Слово, 128 с., Сборник стихов. 1921.
11. Adamant. New York: Corona Mundi, 1922.
12. Пути Благословения. New York, Paris, Riga, Harbin: Alatas, 1924.
13. Алтай — Гималаи. (Мысли на коне и в шатре) 1923—1926. Улан‑Батор, Хото, 1927.
14. Сердце Азии. Southbury (st. Connecticut): Alatas, 1929.
15. Flame in Chalice. Series X, Book 1. Songs and Sagas Series. New York: Roerich Museum Press, 1930.
16. Shambhala. New York: F. A. Stokes Co., 1930.
17. Realm of Light. Series IX, Book II. Sayings of Eternity Series. New York: Roerich Museum Press, 1931.
18. Держава Света. Southbury: Alatas, Нью-Йорк, 1931.
19. Женщинам. Обращение по случаю открытия Об-ва единения женщин, Рига, изд. Об-ва Рериха, 1931, 15 с., 1 репродукция.
20. Твердыня Пламенная. Париж: Всемирная Лига Культуры, 1932.
21. Знамя Мира. Харбин, Алатырь, 1934.
22. Священный Дозор. Харбин, Алатырь, 1934.
23. Врата в Будущее. Riga: Uguns, 1936.
24. Нерушимое. Riga: Uguns, 1936.
25. Roerich Essays: One hundered essays. В 2 т. India, 1937.
26. Beautiful Unity. Bombey, 1946.
27. Himavat: Diary Leaveves. Allahabad: Kitabistan, 1946.
28. Himalayas — Adobe of Light. Bombey: Nalanda Publ, 1947.
29. Листы дневника. Т. 1 (1934—1935). М.: МЦР, 1995.
30. Листы дневника. Т. 2 (1936—1941). М.: МЦР, 1995.
31. Листы дневника. Т. 3 (1942—1947). М.: МЦР, 1996.

## Наследство

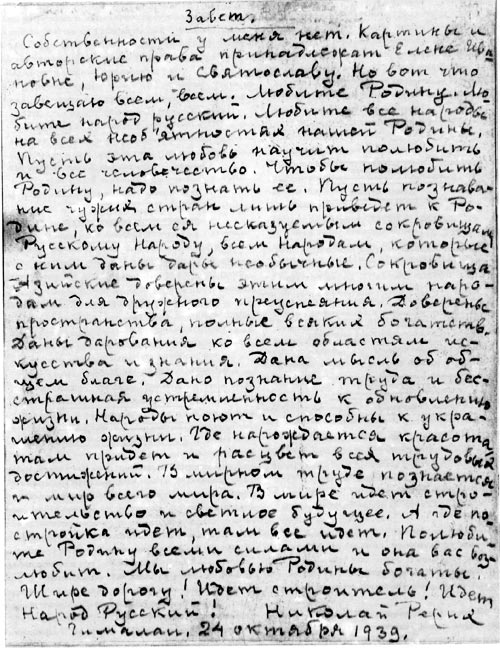
Автограф Н. К. Рериха. Духовное завещание — «Завет»

При жизни Рерих передал все права на свои произведения и собственность супруге — Е. И. Рерих и сыновьям. В 1939 году в своём духовном завещании («Завет») Рерих писал: «Собственности у меня нет. Картины и авторские права принадлежат Елене Ивановне, Юрию и Святославу».
В 1917 году в связи с обострением болезни лёгких Рерих пишет первое завещание: «Всё, чем владею, всё, что имею получить, завещаю жене моей Елене Ивановне Рерих. Тогда, когда она найдёт нужным, она оставит в равноценных частях нашим сыновьям Юрию и Святославу. Пусть живут дружно и согласно и трудятся на пользу Родины…». В 1924—1929 годах Рерих неоднократно официально завещает музей Рериха в Нью-Йорке народу Америки.
12 апреля 1927 года, в период Центрально-Азиатской экспедиции, в Полпредстве СССР в Монголии Рерих оставил завещание в пользу Правления Музея Рериха в Нью-Йорке, Всесоюзной Коммунистической партии, Е. Рерих. «Ввиду возможности возникновения ложных слухов о гибели моей во время длительной экспедиции прошу вышесказанную волю исполнить после 1936 года», — отмечалось в нём. Ответственными назначались от Музея Рериха в Нью-Йорке — Л. Хорш, М. М. Лихтман, от ВКП(б) — генконсул СССР в Китае А. Е. Быстров-Запольский, нарком А. В. Луначарский.
Последнее официальное завещание Н. К. Рерих написал 24 января 1934 года, в котором передавал все права на картины супруге — Е. И. Рерих, включая картины, находящиеся в Европейском центре Рериха в Париже, в музее Фонда Рериха в Брюгге, в музеях Белграда и Загреба, Аллахабадском музее и музее Рериха в Риге.
В 1957 году часть имущества Н. К. Рериха была привезена в Москву его старшим сыном Юрием. Более 400 картин, коллекционные предметы, коллекция восточных книг были переданы государству и вошли в коллекции Третьяковской галереи, Русского музея, Новосибирского художественного музея, Горловского художественного музея, Института востоковедения РАН и т. д. Наиболее же ценные картины, семейный архив, произведения искусства народов Востока и другие вещи Ю. Н. Рерих хранил в своей квартире. Он скончался в 1960 году, а значительная часть наследства Н. К. Рериха продолжала оставаться в его квартире, поскольку принятие решения Министерством культуры СССР о создании мемориального музея-квартиры затянулось. В квартире же остались проживать бывшая домработница Н. К. Рериха и её муж, которые категорически отказались отдавать не принадлежавшие им ценности.
Другая часть наследства оставалась в Индии, во владении младшего сына Рериха, Святослава. В 1974 году, в связи с празднованием в СССР юбилея Николая Рериха, Святослав Николаевич привёз из Индии собрание картин своих и отца. Картины широко экспонировались и позже были переданы в Государственный музей Востока. В 1990 году другая часть из принадлежавшего Святославу Рериху имущества отца была им передана Советскому фонду Рерихов.

## Рериховское движение

### Возникновение рериховского движения
Рериховское движение возникло в 1920-е годы в таких странах, как США (Нью-Йорк), Латвия (Рига), Франция (Париж), Болгария (София), Маньчжурия (Харбин), Эстония, Литва  и т. д. В 1920-е и 1930-е годы начали создаваться общества Рериха, ставившие своей целью продвижение Пакта Рериха, одновременно распространявшие идеи Агни Йоги («Живой этики»). С 1935 года, после прекращения поддержки Рериха со стороны бизнесмена Луиса Хорша и политика Генри Уоллеса, движение в Америке пошло на спад, оставаясь активным в Европе, Прибалтике и среди русской эмиграции Маньчжурии. После присоединения Прибалтики к Советскому Союзу прибалтийские общества были закрыты, а их члены арестованы и репрессированы. Подверглись репрессиям также и члены маньчжурских групп.
Одним из наиболее активных было Рериховское общество Латвии. Именно в Риге были впервые изданы многие книги «Живой этики». Это общество существовало до присоединения Латвии к СССР в 1940 году. За короткий промежуток времени издательство Латвийского общества выпустило в свет около 50 книг, периодическое издание и др. Зачинателем этой издательской деятельности был рижанин Владимир Анатольевич Шибаев (1898—1975). С 1932 года издательскую деятельность перенял Рихард Яковлевич Рудзитис (1898—1960), поэт и знаток культуры и традиций Востока, приглашённый в 1929 году для перевода трудов по философии. В 1937 году прибалтийские общества проводят Конгресс Балтийских обществ Рериха, в Риге работает Музей Рериха.
После Второй Мировой войны в Нью-Йорке учениками Рериха был открыт новый музей Николая Рериха, а также организовано «Общество Агни Йоги». Также рериховские общества, кружки и группы существовали в Италии, Германии, Швейцарии («Корона Мунди») и ряде других стран. В Латинской Америке продолжали работать группы, связанные с Пактом Рериха.

### Возрождение Рериховского движения
Итогом творческой жизни Рериха стало богатейшее наследие. Сегодня рериховские организации, кроме России, работают в некоторых странах Европы, Америки и Азии, а также в Австралии. Рериховские общества существуют в таких странах бывшего СССР, как Белоруссия, Украина, Казахстан, Грузия, Молдавия, Латвия, Литва, Эстония. Рериховское движение почитателей «Живой Этики», сформировавшееся в СССР во время перестройки, оказало заметное влияние на развитие нью-эйджа в России. По данным кафедры государственно-конфессиональных отношений Российской академии государственной службы при Президенте РФ движение последователей Рерихов относится к новым религиозным движениям и является выразителем традиции нью-эйджа, восходящей к неомистике, теософии и антропософии. В 2002 году рериховское движение пережило раскол, во многом обусловленный спорами о рериховском наследии.

## Музеи Рериха
Музей Рериха в Нью-Йорке
Первый музей Рериха был основан 17 ноября 1923 года и официально открыт для публики 24 марта 1924 года в Нью-Йорке (Риверсайд-драйв, 310) с помощью тесного круга соратников Рериха при финансовой поддержке бизнесмена Луиса Хорша. В то время это был единственный в Америке музей, посвящённый творчеству только одного художника. С 1929 года музей и все рериховские учреждения размещались в специально построенном здании на месте прежнего музея — 29-этажном небоскрёбе Мастер Билдинг. Однако конфликт между Рерихами и Хоршем, начавшийся в 1935 году, привёл к закрытию музея.
Благодаря усилиям Елены Рерих, Кэтрин Кемпбелл-Стиббе и Зинаиды Фосдик и других почитателей и учеников Н. К. Рериха в 1949 году в Нью-Йорке был открыт новый музей Николая Рериха. Он является старейшим в мире центром, представляющим живопись Рериха и распространяющим репродукции его картин и многочисленные книги о нём, о его жизни и творчестве. Почётный директор — Даниэл Энтин (Daniel Entin).
Музей имени Рериха в Риге (1933—1940)
Музей имени Рериха в Риге начал создаваться в 1933 году Латвийским обществом Рериха по инициативе Н. К. Рериха. Официальное открытие музея состоялось в 1937 году. Основу экспозиции составили сорок полотен Н. К. Рериха, среди которых «Брамапутра» (1932), «Твердыня Тибета» (1932), «Часовня св. Сергия» (1936), «Кулута» (1937), гималайские и монгольские пейзажи. Музей просуществовал до 1940 года. В январе 2010 года на здании, в котором находился музей, была открыта памятная доска.
Музей Рерихов в Москве
Музей Рерихов (филиал Государственного музея Востока) был создан в феврале 2016 года по решению Министерства культуры РФ. С середины 2017 года располагается в Усадьбе Лопухиных. Коллекция музея насчитывает более 800 живописных работ Николая Константиновича Рериха и его сына Святослава Николаевича Рериха, большое собрание разновременных произведений декоративно-прикладного искусства из России, Индии, Китая, Тибета, Монголии, Египта и других стран, мемориальные вещи семьи Рерихов.
Музей-усадьба Н. К. Рериха в Изваре

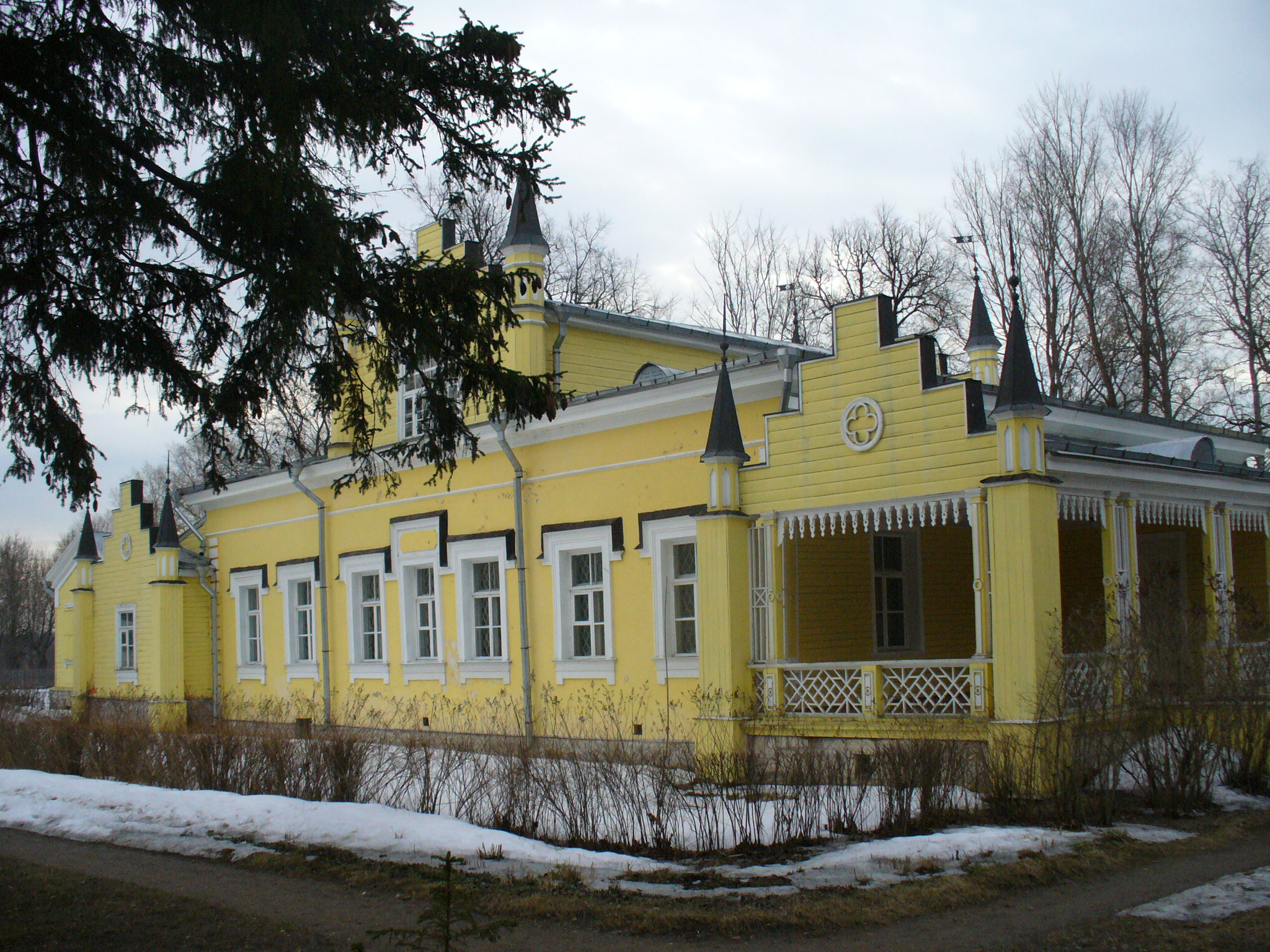
Музей-усадьба Рериха в Изваре — первый государственный музей Рериха

В имении Извара под Санкт-Петербургом с 1984 года открыт Музей-усадьба Н. К. Рериха, представляющий собой уникальный комплекс памятников природы, археологии, архитектуры, истории и культуры, первый в России государственный музей Рериха. В настоящее время Музейный комплекс размещается на 60 га и включает 9 усадебных построек XVIII — начала XX века, старинный парк, родниковые озёра.
Усадьба Извара была приобретена в 1872 году К. Ф. Рерихом, отцом художника. Семья Рерихов владела усадьбой в период с 1872 по 1900 год. В 1910-е годы Министерством Юстиции имение было приобретено у последних владельцев для Санкт-Петербургской детской земледельческой колонии, архитектурный ансамбль которой (архитектор А. А. Яковлев, 1916) дополнил облик усадьбы и в настоящее время входит в комплекс Музея.
Музей проводит конференции, праздники, поэтические и музыкальные вечера, международные миротворческие акции. С 2002 года на территории Музея-усадьбы действует комплексная научная экспедиция по изучению природы Извары, проводятся археологические исследования. 31 июля 2006 года губернатором Ленинградской области В. П. Сердюковым было подписано Распоряжение о разработке проекта создания Особо охраняемой природной территории «Памятник природы» в границах Музея-усадьбы Н. К. Рериха в Изваре.
Музей семьи Рерихов в Санкт-Петербурге

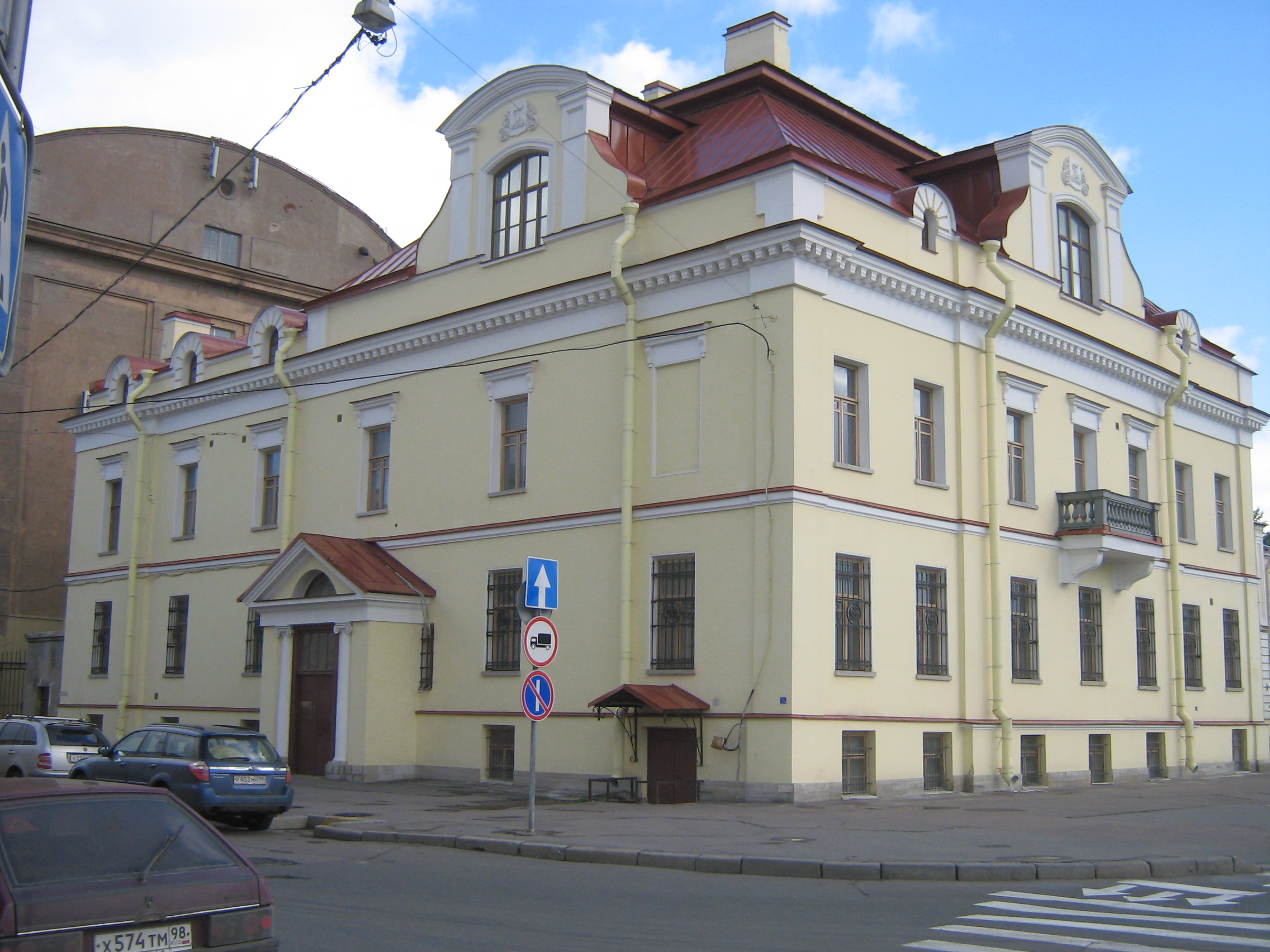
Музей-институт семьи Рерихов в Санкт-Петербурге

Санкт-Петербургское государственное учреждение культуры «Музей-институт семьи Рерихов» создано 12 марта 2007 года. Основу мемориальной экспозиции Музея-института составило наследие, сохранённое племянницей Елены Рерих Л. С. Митусовой и её семьёй. За несколько лет существования музея владельцы частных коллекций передали музею ряд художественных и других экспонатов. На сегодняшний день его фонды насчитывают около 15 тысяч предметов, среди которых личные вещи, рукописи, живопись, декоративно-прикладное искусство, археологические находки, фотографии и другие экспонаты, связанные с жизнью и творчеством семьи Рерихов.
Музей Н. К. Рериха в Новосибирске

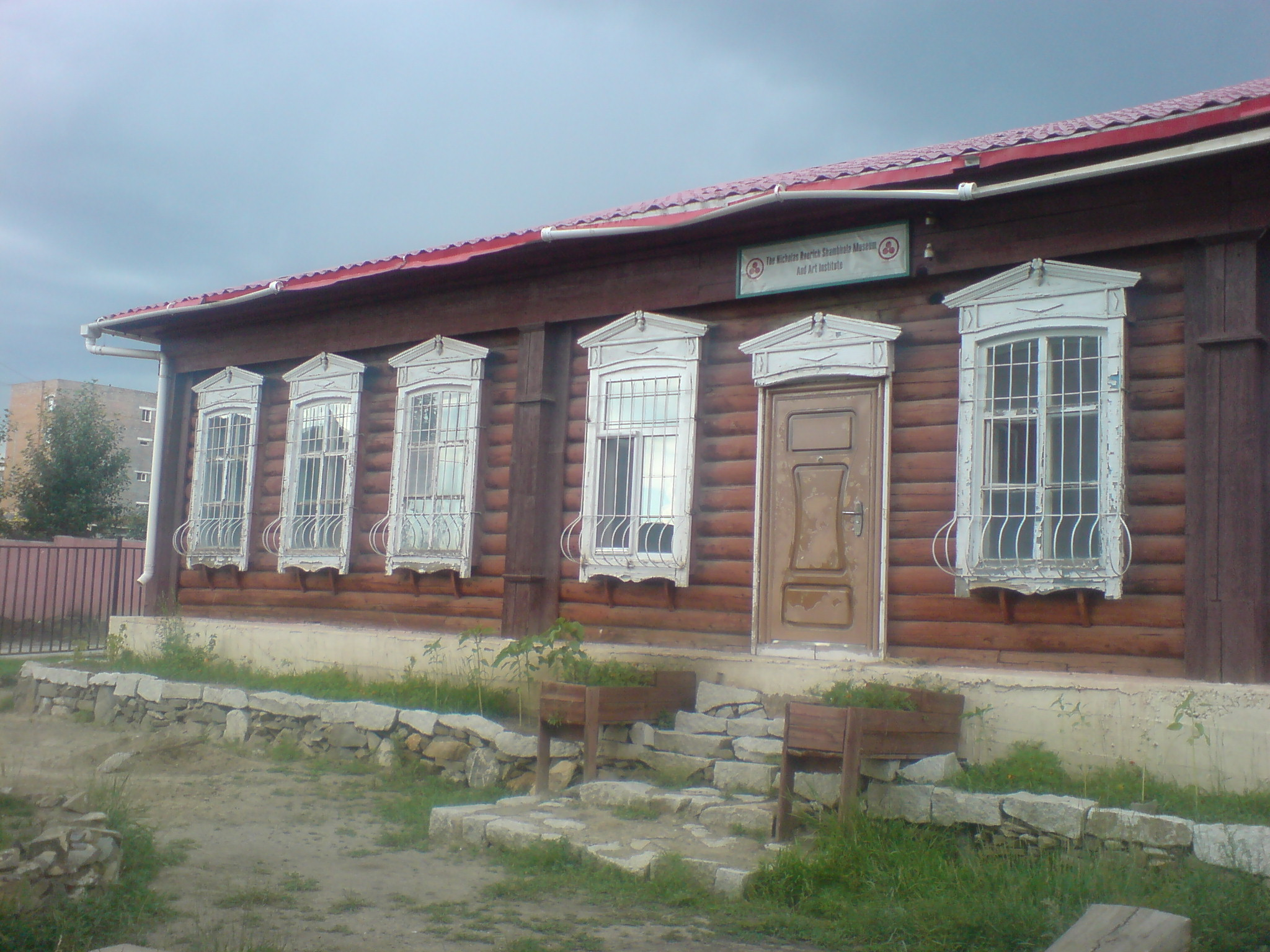
Дом-музей Рерихов в Улан-Баторе
Государственный музей-заповедник им. Н. К. и Е. И. Рерихов в селе Верх-Уймон
Экспозиция музея-заповедника подразделена на три тематических раздела: ранний период творчества Н. К. Рериха, Центрально-Азиатская экспедиция и «Пакт Рериха», институт «Урусвати» и «индийский период творчества». Также здесь представлены книги из личной библиотеки семьи Рерихов, ряд подлинных документов и прижизненных изданий Н. К., Е. И. и Ю. Н. Рерихов. На базе музея-заповедника развёрнуты экспозиции, посвящённые археологии и истории Горного Алтая, природе Уймонской долины, культуре алтайских народов и русских староверов.
Одесский Дом-музей им. Н. К. Рериха
Одесский Дом-Музей имени Н. К. Рериха расположился по адресу: г. Одесса, ул. Большая Арнаутская, 47, на 3-м этаже 3-этажного дома. Экспозиция размещена в 5 залах, включая концертный.
Культурно-выставочный центр на Байкале
Культурно-выставочный центр на Байкале возник в 2002 году по инициативе Иркутской региональной общественной организации «Рериховское культурное творческое объединение». Представлен шестью выставочными залами, библиотекой, видеозалом. Здесь действуют постоянные экспозиции, посвящённые жизни и творчеству семьи Рерихов. Один из выставочных залов посвящён Центрально-Азиатской экспедиции Н. К. Рериха (1924—1928). Работают экспозиции, посвящённые Музею им. Н. К. Рериха в Москве и его генеральному директору, академику Л. В. Шапошниковой, Пакту Рериха и Знамени Мира.
Музей Международного центра Рерихов в Москве (1991—2017)
Общественной организацией «Международный центр Рерихов» был создан Музей имени Н. К. Рериха, директором которого долгое время являлась Людмила Шапошникова.
Первая постоянная экспозиция была открыта в музее 12 февраля 1993 года. В залах музея проходили ежегодные международные научно-общественные конференции с участием крупных учёных и общественных деятелей, организовывались выставки и концерты, читались лекции, посвящённые рериховскому наследию.
Музей был закрыт в 2017 году. В том же году в его помещениях был открыт Музей Рерихов (филиал Государственного музея Востока).

### Экспозиции в музеях
Государственный музей Востока
В Государственном музее Востока в Москве на основе коллекций, поступивших от К. Кемпбелл и С. Н. Рериха, созданы Мемориальный кабинет Н. К. Рериха, постоянная экспозиция его творчества и научный отдел наследия Рерихов. Уже в 1977 году в музее был открыт специализированный рериховский зал в своей постоянной экспозиции. В соответствии с требованиями жены С. Н. Рериха, Девики Рани Рерих, выразившей свою волю о передаче семейного наследия Рерихов в руки российского государства, было принято постановление Правительства от 4 ноября 1993 года о создании Государственного музея Рериха в качестве филиала Государственного музея Востока с размещением его в усадьбе Лопухиных, выбранной Святославом Рерихом. Однако постановлением Правительства РФ от 17.12.2010 № 1045 постановление № 1121 от 04.11.1993 признано утратившим силу. В Музее Востока действует научный отдел наследия Рерихов, занимающийся всесторонним исследованием и популяризацией их жизни и творчества. В 2016 году музеем был создан отдельный филиал — Музей Рерихов.
Государственный музей истории литературы, искусства и культуры Алтая
Содержит постоянную экспозицию «Деятели мировой культуры на Алтае. Г. Д. Гребенщиков. Н. К. Рерих». В фондах музея содержатся рукописи Н. К. Рериха и членов его семьи: статьи и стихотворения, письма, фрагменты дневниковых записей, лекции (1890—1970-е). Почтовые открытки на имя Н. К. Рериха периода Центрально-Азиатской экспедиции (1925). Письма Н. К. Рериха П. Ф. Беликову из Кулу (1937—1939). Копии писем Е. И. Рерих президенту США Т. Рузвельту (1934—1936), вещественные источники, картины, этюды, эскизы Н. К. Рериха.
Нижегородский художественный музей
В Нижегородский государственный художественный музей Максимом Горьким в 1936 г. была передана коллекция картин «Майтрейя» из 8 полотен.

## Оценки

### Оценка современниками
Художник и искусствовед И. Э. Грабарь высоко оценивал талант Рериха-художника, но давал ему довольно резкую личностную характеристику:

Рерих был для всех нас загадкой. [..] Я даже не знаю сейчас и никогда не знал раньше, где кончается искренность Рериха, его подлинное credo, и где начинается поза, маска, беззастенчивое притворство и рассчитанное мудрецом жизни уловление зрителя, читателя, потребителя. [..] эти два элемента — правдивость и лживость, искренность и фальшь — в жизни и искусстве Рериха неразрывно спаяны... [..] Рерих — вообще явление особенное, до того непохожее на всё, что мы знаем в русском искусстве, что его фигура выделяется ослепительно ярким пятном на остальном фоне моих воспоминаний о жизни и делах художников давно канувших лет. Рерих, прежде всего, бесспорно блестяще одарён...
По просьбе Рериха весной 1919 года Л. Андреев написал статью «Держава Рериха»:

...Рерихом нельзя не восхищаться... богатство его красок беспредельно... путь Рериха — путь славы... Гениальная фантазия Рериха достигает тех пределов, за которыми она становится уже ясновидением.
Художник и критик С. К. Маковский дал выразительный психологический портрет Рериха-живописца:

Мечтатель о прошлом ... [Рерих] всегда холоден, неизменно жутко нем даже тогда, когда хочет быть ласковым и осветить человеческим чувством каменную пустынность седых далей ... Сказочным окаменением представляется мне мир Рериха, и краски его ложатся твёрдые как мозаика, и формы его не дышат, не зыблются, как всё живое и преходящее, а незыблемо пребывают, уподобляясь очертаниями и гранями своими скалам и пещерным кремням.
С другой стороны Николай Гумилёв дал высокую оценку творчеству Рериха:

Рерих — вот высшая степень современного русского искусства... Манера его письма — могучая, здоровая, такая простая с виду и такая утончённая по существу — меняется в зависимости от изображаемых событий, но всегда раскрывает лепестки одной и той же души, мечтательной и страстной. Своим творчеством Рерих открыл непочатые области духа, которые суждено разрабатывать нашему поколению.
Княгиня М. К. Тенишева писала о Рерихе:

Из всех русских художников, которых я встречала в моей жизни... это единственный, с кем можно было говорить, понимая друг друга с полуслова, культурный, очень образованный, настоящий европеец, не узкий, не односторонний, благовоспитанный и приятный в обращении, незаменимый собеседник, широко понимающий искусство и глубоко им интересующийся....
Премьер-министр Индии Дж. Неру:

Когда я думаю о Николае Рерихе, я поражаюсь размаху и богатству его деятельности и творческого гения. Великий художник, великий учёный и писатель, археолог и исследователь, он касался и освещал так много аспектов человеческих устремлений. Уже само количество изумительно — тысячи картин, и каждая из них — великое произведение искусства.
Также в числе современников Рериха, высоко ценивших его творческую деятельность, были: Г. Д. Гребенщиков, М. М. Фокин, А. И. Гидони, Ю. К. Балтрушайтис, Э. Ф. Голлербах, С. Радхакришнан и другие.

### Современные оценки жизни и творчества
Академик Российской академии наук Дмитрий Лихачёв писал о Николае Рерихе:

Н. К. Рерих был подвижником культуры всемирного масштаба. Он поднял над планетой Знамя Мира, Знамя Культуры, тем самым указав человечеству восходящий путь совершенствования.

Лихачёв считал Рериха, наряду с Ломоносовым, Державиным, Пушкиным, Тютчевым, Соловьёвым и другими одним из «наиболее сильных и оригинальных мыслителей на Руси», которые внесли вклад в познание мира путём его художественного осмысления.
В октябре 2011 года, на вручении премии имени Николая Рериха, Леонид Рошаль сказал:

Рерих для меня — это огромное преклонение перед человеком-гуманистом, который всё время искал, который имел планы, осуществлял планы. Во всём у него была идея объединять людей и противиться всему тому недоброму, что есть в мире.

Высоко оценили культурную деятельность и философское наследие Николая Рериха такие деятели науки, культуры и высших государственных органов, как председатель Президиума Верховного Совета СССР Андрей Громыко, Чрезвычайный и Полномочный посол Александр Кадакин, академик РАН Евгений Челышев, президент Российской академии естественных наук О. Л. Кузнецов, академик РАН Евгений Примаков, заместитель председателя Совета Федерации Михаил Николаев, академик РАН Александр Никонов, академик РАН Анатолий Коротеев, академик РАН Александр Яншин, академик и вице-президент Национальной академии наук Кыргызской Республики Владимир Плоских.
В октябре 1975 года премьер-министр Индии Индира Ганди, лично знавшая Рериха, сказала:

Его картины поражают богатством и тонким ощущением цвета и, прежде всего, замечательно передают таинственное величие природы Гималаев. Да и сам он своей внешностью и натурой, казалось, в какой-то степени проникся душой великих гор. Он не был многословен, однако от него исходила сдержанная мощь, которая словно бы заполняла собой всё окружающее пространство. Мы глубоко уважаем Николая Рериха за его мудрость и творческий гений. Мы также ценим его как связующее звено между Советским Союзом и Индией... Я думаю, что картины Николая Рериха, его рассказы об Индии передадут советским людям часть души их индийских друзей. Я знаю также, что Н. К. Рерих и его семья во многом способствовали тому, чтобы в Индии создалось более полное представление о Советской стране.

Президент России Владимир Путин так отозвался о Рерихе:

(Ответ на вопрос: Какие у Вас ассоциации с Индией?)
Во-первых, мы сразу должны вспомнить известного и в России, и в Индии художника Николая Рериха. Это удивительная жизнь, это удивительное творчество, это удивительный пример духовной близости, может быть, не лежащей на поверхности, но тем не менее духовной близости наших народов...

Россия и Индия отметили важность сохранения и поддержки уникального художественного и культурного наследия семьи Рерихов, которое имеет непреходящее значение для российско-индийской дружбы.— Из совместного заявления сторон по результатам официального визита В. В. Путина в Индию 3—5 декабря 2002 года
Валерий Кувакин, президент Российского гуманистического общества высказал мнение об исследованиях Николая Рериха:

Традиционная наука не подтверждает «открытий» Рериха в области медицины, психологии и антропологии. Все исследования, которые он проводил, не получили оценку независимой экспертизы <...> Учение Рериха о Живой Этике — это противоречивая смесь научных, антинаучных, паранормальных и квазирелигиозных утверждений.

Энциклопедия «Кругосвет» называет Николая Рериха «одной из самых ярких фигур русского символизма и модерна».

## Полемика

### Масонство
Современные исследователи масонства утверждают, что Н. К. Рерих был масоном. Согласно биографии художника, написанной историком Дубаевым М. Л. (серия ЖЗЛ), Николай Константинович вступил в 1930-х годах в США в масонскую (розенкрейцеровскую) ложу, получив сразу высшую степень посвящения.
Основатель Античного Мистического Ордена Розы и Креста (АМОРК) Харви Спенсер Льюис (Harvey Spencer Lewis) перечислял Николая Рериха среди знаменитых людей, бывших розенкрейцерами. Художнику были посвящены статьи в журнале Rosicrucian Digest. Там же в 1933 году за авторством Frater Nicholas de Roerich, F.R.C. была опубликована статья «The New Banner of Peace. A special message to all rosicrucians», посвящённая Пакту Рериха. По мнению доктора исторических наук Брачёва В. С., идеи Пакта Рериха и Знамени мира носят масонский характер.
Как отмечает В. А. Росов, во время Маньчжурской экспедиции Николай Рерих потерпел неудачу во многом из-за того, что на художника в Харбинской прессе «посыпался шквал обвинений в том, что он является представителем „тайных сил“, легатом Великого Белого Братства — АМОРК (Античного Мистического Ордена Розы и Креста)».
Источники, близкие к рериховскому движению, считают, что информация о принадлежности Рериха к масонам имеет происхождение из книги В. Ф. Иванова «Православный мир и масонство» и критических публикаций эмигрантской прессы в период пребывания художника в Харбине Елена Рерих отрицала принадлежность их семьи к масонству.

### Политические взгляды и проекты
Долгое время о Н. К. Рерихе было известно лишь как о художнике и культурном деятеле (картины Рериха, пакт Рериха). Лишь после 1990-х достоянием общественности стали документы, раскрывающие его амбициозные политические взгляды и планы. Именно под эти проекты для Н. К. Рериха в Нью-Йорке был построен небоскрёб Мастер Билдинг. Когда в 1935 году стало ясно, что все планы окончательно потерпели фиаско, лично президент Ф. Д. Рузвельт сказал спонсору Рериха Л. Хоршу «Рерих нам больше не нужен».
Из опубликованных в 1999 году воспоминаний полковника Кордашевского стали известны взгляды и планы Рериха, высказанные лишь в узком кругу лиц:

Через губернатора передано письмо для Далай-Ламы. В нём сказано, что Миссия Западных буддистов шла в Тибет, чтобы предложить Далай-Ламе возглавить и их, слив как Восток, так и Запад в одно целое. Она везла подарки и орден Будды Всепобеждающего, а также 500 тысяч нарсангов (около 160.000 американских долларов) на монастыри. Но Далай-Лама даже не выслал никого для приёма миссии. Теперь поручение Н. К. Р. окончено, Глава Западных буддистов выбран и поток учения свободно течёт на Западе. (28.02.28, с. 241)
Н. К. Р. говорит о ненужной сентиментальности по отношению к людям. Должно лишь быть стремление способствовать эволюции человечества, но не должно быть остановок перед живыми трупами, представляющими собой только «космический сор». Живые творческие духи, а не исчезающие из жизни тени должны вызывать желание помочь и направить на путь. Человек, семья, народ, раса, человечество планеты, человечество целой планетной системы — всё подчиняется одному и тому же закону … Так и Тибет, «космический сор» между нациями, — находится в периоде духовного умирания. Это такой же живой труп, как отдельный человек с потухшей в нём жизнью духа, скитающийся по кладбищу прошлого. (6.03.28, с. 250)
Видимо, действительно, космическая справедливость исполнилась, и этот кусок земли, именующий себя государством, должен быть выявлен во всём своём безобразии для видоизменения всего его разрушающегося строя жизни. Для народа, являющегося страдающим элементом, необходимо, чтобы правление перешло в какие-то более опытные и честные руки. И это будет не завоевание, а благодетельное очищение страны от паразитов … (8.04.28, с. 290).
Н. К. Р. говорит, что если бы относиться к тибетцам, как к другим диким племенам, стоящим на низшей ступени развития, то всё отмечаемое нами, конечно, преломлялось бы под совершенно иным углом зрения, и мы прошли бы Тибет, просто не снимая руки с рукояти револьверов. (24.04.28, с. 312).

Политические проекты Рериха детально анализирует д. и. н. В. А. Росов. См. его фундаментальный труд «Николай Рерих, Вестник Звенигорода. Экспедиции Н. К. Рериха по окраинам пустыни Гоби», том 1: «Великий План» (2002) и том 2: «Новая Страна» (2004), посвящённые соответственно Центрально-Азиатской и Маньчжурской экспедициям.

Существуют свидетельства того, что во время Маньчжурской экспедиции Николай Рерих активно вмешивался в азиатскую политику. Данные факты отрицаются исследователями, считающими деятельность Рериха исключительно культурной, так же, как ранее они отрицались самим Рерихом: 
«Политикой мы никогда не занимались, и я знаю, что это обстоятельство подчас вызывало недоумения и даже порицания. Ни в какую политическую партию не входили и по этому поводу даже имели некоторые длительные и малоприятные разговоры».

## Память о Рерихе

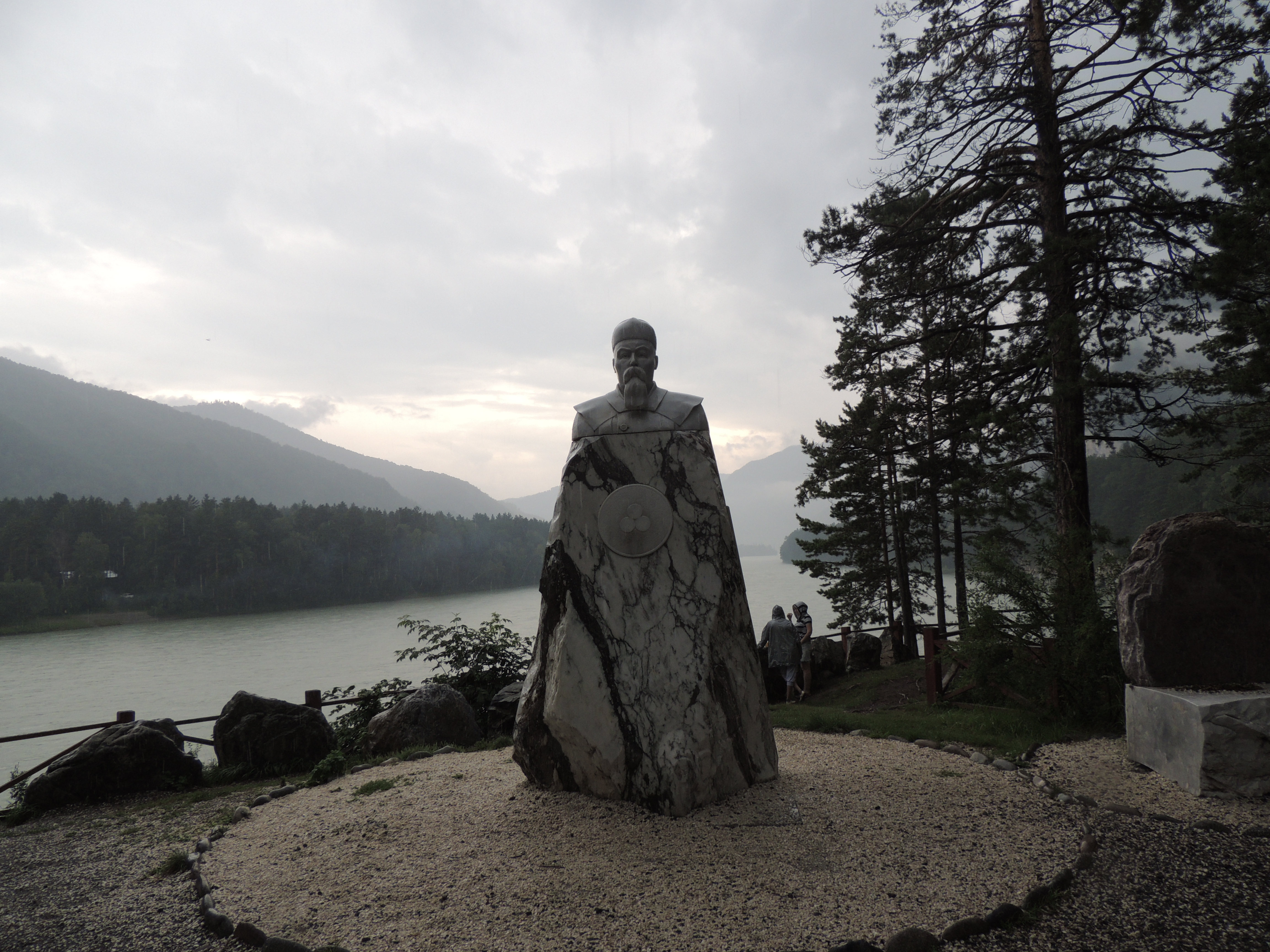
Памятник Н. К. Рериху на «Бирюзовой катуни»

- В 1974 году 100-летний юбилей Н. К. Рериха был включён ЮНЕСКО в «Календарь памятных дат великих личностей и событий (1973—1974)»[266].
- 100-летний юбилей Н. К. Рериха отмечался в СССР. Как сообщалось в «Курьере ЮНЕСКО», были получены[кем?] приветствия от Всемирного Совета Мира и личное послание[кому?] от премьер-министра Индии Индиры Ганди. В Академии художеств СССР прошла выставка картин Н. К. Рериха, а также состоялась конференция, посвящённая его творчеству, на которой выступил сын художника — С. Н. Рерих. В Большом театре Союза СССР 21 ноября прошёл торжественный юбилейный вечер с участием представителей общественности[267].
- В Москве на территории усадьбы Лопухиных перед Музеем имени Н. К. Рериха установлен памятник Н. К. и Е. И. Рерихам[268].
- В честь Н. К. Рериха названа одна из улиц в центре Риги[269][270], а также улица в Москве[271].
- В деревне Извара Ленинградской области, где Николай Рерих жил долгое время, с 1984 года действует Музей-усадьба Н. К. Рериха[272].
- В Санкт-Петербурге действует Санкт-Петербургское художественное училище им. Н. К. Рериха[273] и музей семьи Рерихов.
- В 1999 году Банком России были выпущены две памятные монеты, посвящённые 125-летию со дня рождения Н. К. Рериха.
- В честь Н. К. Рериха назван теплоход «Художник Николай Рерих»[274].
- В 2003 году была учреждена международная премия имени Николая Рериха, в честь 300-летия Санкт-Петербурга, и с тех пор присуждается ежегодно[226].
- В 2007 году новый авиалайнер «Аэрофлота» Airbus A321 (VP-BRW) был назван в честь Николая Рериха[275].
- Знакомство с жизнью и творчеством Николая Рериха включено в обязательную программу обучения старшеклассников в индийском штате Химачал-Прадеш. Такое решение принял Совет по образованию этого региона на севере Индии, где долгие годы жили Николай Рерих и его семья. По словам председателя Совета по образованию штата Химачал-Прадеш Чаман Лал Гупта, подрастающее поколение должно знать о жизни и наследии такой необычайной личности. «Мы гордимся, что именно Химачал-Прадеш стал для Рериха тем местом, которое в индийской традиции принято считать предопределённым человеку судьбой», — отметил Чаман Лал Гупта[276][277].
- 25—26 марта 2008 года в рамках года России в Индии в Нью-Дели прошёл российско-индийский фестиваль «Рерихи и культурно-духовное единство России и Индии», приуроченный к 80-летию со дня основания Рерихами в Наггаре (долина Кулу) Института гималайских исследований «Урусвати» и 100-летию со дня рождения выдающейся индийской киноактрисы Девики Рани Рерих супруги младшего сына Н. К. Рериха — С. Н. Рериха[278]. В декабре 2008 года на церемонии закрытия года России в Индии Президент России Дмитрий Медведев отметил:

Год России в Индии полностью оправдал наши ожидания. В его рамках прошло свыше 150 мероприятий. Но, конечно, впечатляет не только их количество, но и неординарность этих событий. Это и Фестиваль российской культуры, и совместная работа по сохранению наследия семьи Рерих.

- В августе 2009 года в Бологом был установлен «Памятник Любви», на котором запечатлены слова Николая Рериха о встрече со своей будущей женой: «В Бологом, в имении князя П. А. Путятина, я встретил Ладу, спутницу и вдохновительницу. Радость!»[280][281].
- В сентябре 2009 года открыт памятник Н. К. Рериху на территории особой экономической зоны «Бирюзовая Катунь» в Алтайском крае[282].
- В рамках празднования 135-летия со дня рождения Н. Рериха 11 ноября 2009 года в одном из крупнейших университетов индийской столицы «Джамия Миллия Исламия»[англ.] (Нью-Дели) состоялось торжественное открытие фотовыставки «Знамя Мира — Пакт Рериха», организованное Представительством Россотрудничества в Индии совместно с Академией исследований третьего мира (ATWS-JMI)[283][284].
- 12 и 13 ноября 2009 в зале имени Рабиндраната Тагора университета «Джамия Миллия Исламия»[англ.] был проведён международный семинар «Николай Рерих: наследие и поиск»[285].
- К празднованию 75-летия подписания Пакта Рериха в 2010 году приурочен Международный выставочный проект «Рериховский век» (Санкт-Петербург), в котором приняли участие более 70 музеев, библиотек, архивов и частных собраний из 33 городов России и мира[286].
- 9 ноября 2010 года открыт памятник Н. К. Рериху в Санкт-Петербурге. Памятник из карельского гранита высотой 3,5 метра установили в саду «Василеостровец» на пересечении Большого проспекта с 25-й линией Васильевского острова. Скульптор В. В. Зайко и архитектор Ю. Ф. Кожин[287].
- В честь Н. К. Рериха назван новый вид наездников из Непала, Lathrolestes roerichi Reshchikov, 2011[288]
- В 2013 году Международный астрономический союз назвал именем Н. К. Рериха кратер на Меркурии[289].
- В октябре 2014 года в городе Наггар штата Химачал-Прадеш (Индия) открыт первый в Индии памятник семье Рерихов «Русская пирамида человечества»[290][291][292].
- 9 октября 2019 года в доме-музее Рерихов в городе Наггар штата Химачал-Прадеш (Индия) открыты два бюста — Николая Рериха и его супруги Елены Рерих[293].
- В 2019 году в память о том, что Николай Рерих с семьёй в 1918—1919 годах жил в Выборге, на фасаде его дома установлена памятная доска.
- В 2020 году был установлен бронзовый бюст Николая Рериха на территории Волосовской школы искусств, носящей его имя[294].
- В октябре 2023 года в Третьяковской галерее откроется выставка «Николай Рерих». Об этом рассказала директор музея Зельфира Трегулова на заседании в Минкультуры. Проект приурочен 150-летнему юбилею со дня рождения художника. В экспозицию, которая представит наследие Николая Рериха как целостное явление российской и мировой культуры, войдут около 130 живописных произведений[295].
- В августе 2023 года к Владимиру Путину обратились общественные организации с просьбой о праздновании на государственном уровне 150-летия со дня рождения Н. К. Рериха[296].
- В деревне Извара Ленинградской области установлен памятник Н. Рериху на территории музея-усадьбы (2024)[297].

### Астероид «Рерих»

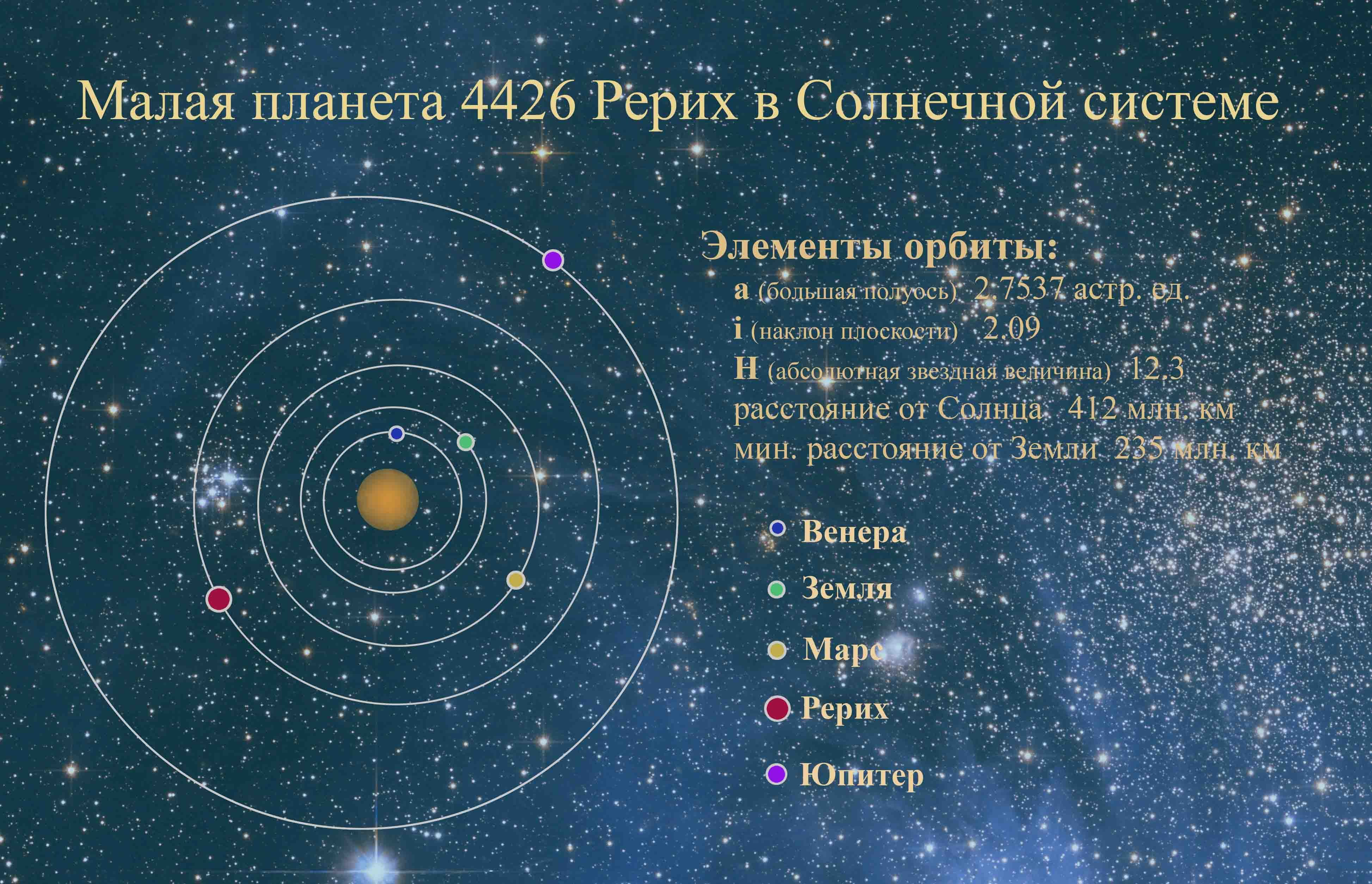
Астероид (малая планета) «Рерих»

15 октября 1969 года астрономами Крымской астрофизической обсерватории Николаем Степановичем и Людмилой Ивановной Черных была открыта малая планета (астероид) в Солнечной системе и названа в честь семьи Рерихов. Зарегистрирован астероид под номером 4426.
В октябре 1999 года в своём выступлении в Музее имени Н. К. Рериха об этом событии астроном Н. С. Черных, открывший более 500 астероидов, сказал: «Название было утверждено специальной комиссией Международного астрономического союза, состоящей из 11 представителей разных стран мира. Только при единогласном мнении название принимается. Появление малой планеты „Рерих“ — это международное признание творчества и выдающихся достижений Рерихов».

### Географические объекты, названные в честь Н. К. Рериха
Пик и перевал имени Н. К. Рериха на Алтае

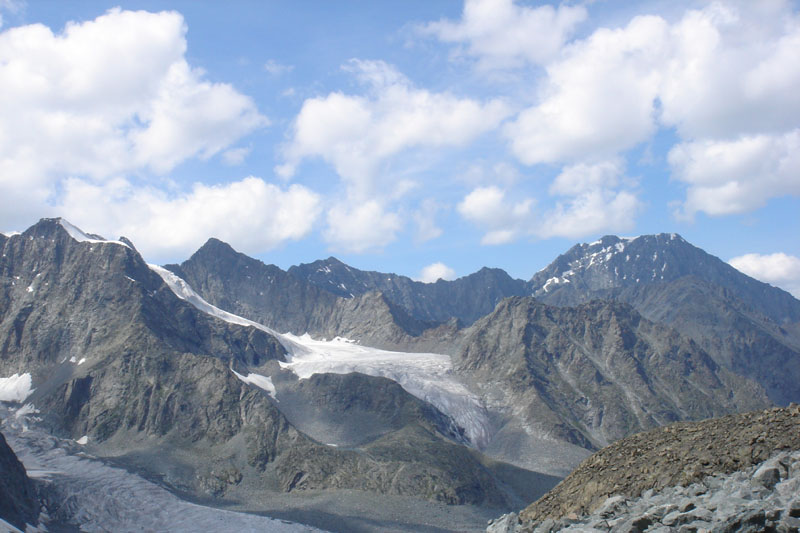
Алтай. Пики и перевалы, названные в честь семьи Рерихов

15 августа 1963 года в День независимости Индии томские альпинисты В. Сыркин, Г. Шварцман, А. Иванов, В. Петренко, Л. Спиридонов, Г. Скрябин, В. Слюсарчук, Ю. Саливон, Б. Гусев, С. Лобанов поднялись на ранее безымянную вершину и назвали её именем Н. К. Рериха.
Рядом с пиком Рериха находится перевал, также названный в его честь.
Ледник и перевалы имени Н. К. Рериха на Тянь-Шане
На Тянь-Шане находятся два перевала и ледник, названные в честь Н. К. Рериха.
Перевал Рериха расположен на хребте Сарыжаз. Высота перевала — 4320 метров. Он соединяет долины рек Чонташ, Тюз и Ачикташсу. Первопрохождение перевала выполнено группой альпинистов под руководством А. Посниченко.
Второй перевал, названный именем Н. К. Рериха, расположен в северо-западной части хребта Ак-Шийрак и соединяет среднюю часть ледника Петрова и долину реки Сары-тор. Высота перевала — 4500 метров.
Ледник Николая Рериха расположен на высоте 3700 метров и берёт своё начало на Аламединской стене.
Также именем Рериха названы некоторые улицы в странах бывшего СССР.

### Почтовые марки с изображением Н. К. Рериха и его творчества

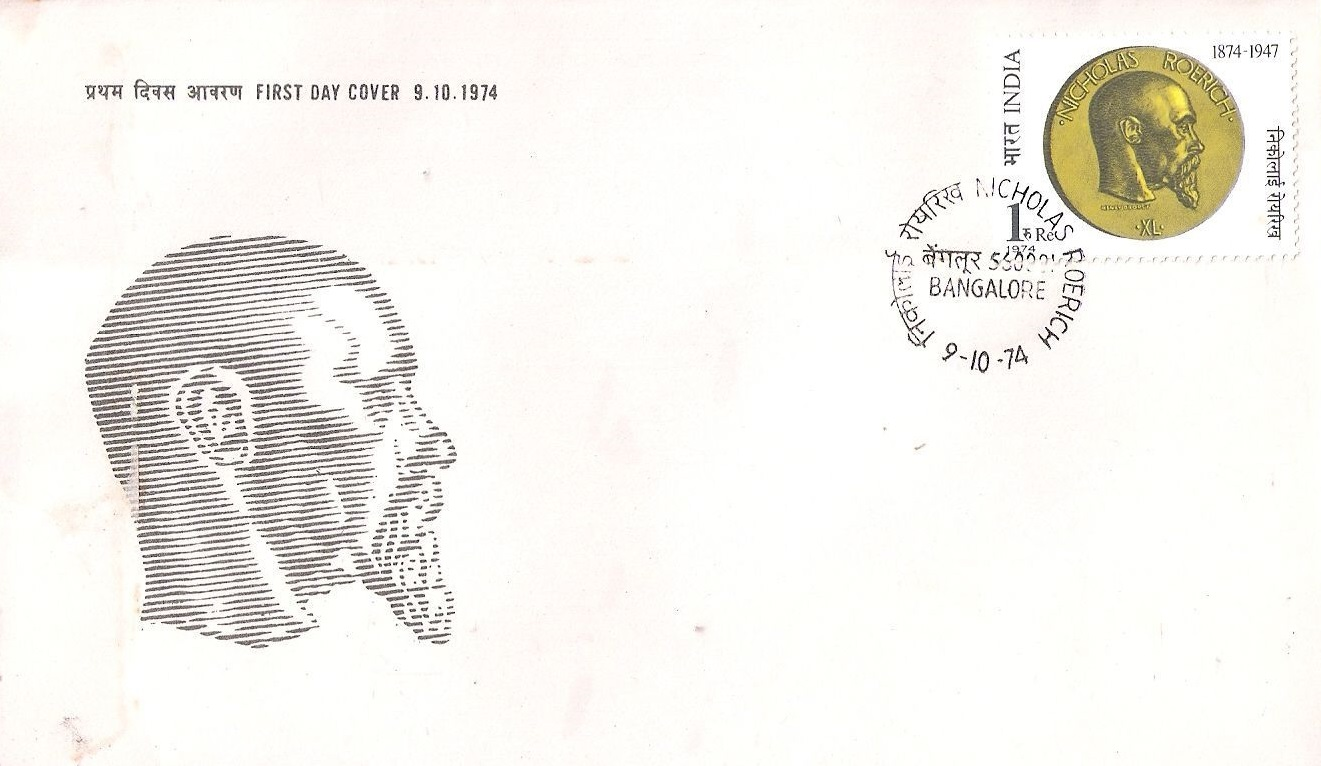
Конверт с маркой и изображением Н. К. Рериха. Индия. 1974 год

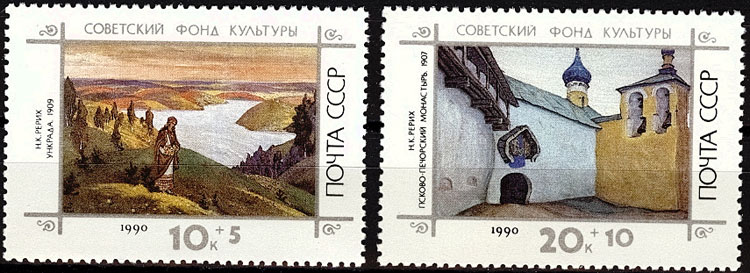
Марки. «Ункрада» и «Псково-Печорский монастырь». СССР. 1990 год

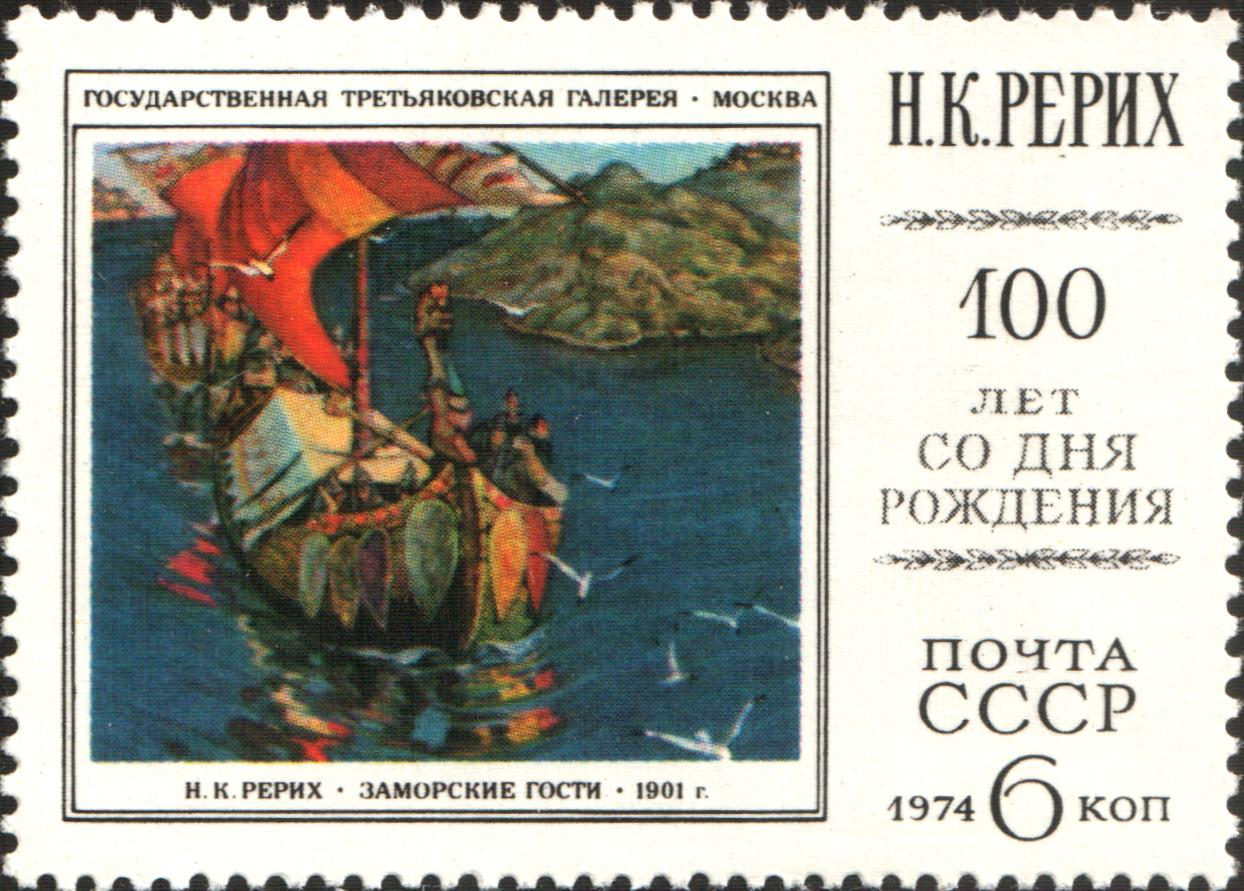
Почтовая марка СССР, 1974 год

- Почтовая марка СССР, 1974 год1974, СССР — Министерством связи СССР был издан маркированный конверт. На нём изображён портрет Н. К. Рериха на фоне его картины «Заморские гости». В этом же году вышла марка с изображение этой картины.
- 1974, Индия — выпущена юбилейная марка, на которой изображён аверс памятной медали, созданной в 1929 году в Париже по случаю 40-летия художественной, научной и общественной деятельности Н. К. Рериха.
- 1977, СССР — Министерством связи СССР выпущено две марки с изображением церкви Святого Духа в Талашкино, над входом которой выполнена мозаика «Спас Нерукотворный» по эскизам Н. К. Рериха.
- 1978, Болгария — выпущена марка с фрагментом портрета Н. К. Рериха, выполненного С. Н. Рерихом. Кроме марки был выпущен конверт первого дня, а на главпочтамте Софии 5 апреля 1978 года проводилось гашение штемпелем первого дня.
- 1986, Мексика — выпущена марка с купоном, посвящённая Международному году мира (Año Internacional de la Paz). На марке — эмблема ООН и символ Знамени Мира Н. К. Рериха, подписи — «ONU» (ООН) и «Pax Cultura» (Пакт Культуры).
- 1990, СССР — вышли две марки, посвящённые Советскому Фонду культуры. На одной из них воспроизведена картина Н. К. Рериха «Ункрада» (1909), на второй — картина «Псково-Печорский монастырь».
- 1999, Россия — издательским центром «Марка» Министерства связи и массовых коммуникаций России был выпущен маркированный конверт «Русский художник Н. К. Рерих. 1874—1947» к его 125-летию. На марке изображён фрагмент портрета Н. К. Рериха, написанного С. Н. Рерихом в 1934 году, на фоне фрагмента картины Николая Рериха «Книга жизни».
- 2001, Россия — издательским центром «Марка» Министерства связи и массовых коммуникаций России выпустил маркированный конверт, посвящённый Международному договору об охране художественных и научных учреждений и исторических памятников (Пакту Рериха). На иллюстрации — картина Н. К. Рериха «Пакт Культуры. Знамя Мира» (1931).

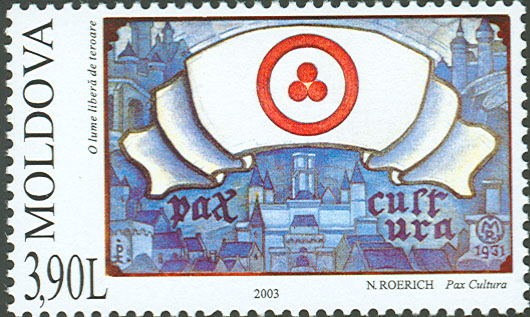
N. Roerich Pax Cultura

- N. Roerich Pax Cultura2003, Молдавия — выпущена марка с изображением картины «Пакт Культуры. Знамя Мира» (1931), как и на российской марке 2001 года.
- 2008, Россия — издательским центром «Марка» выпущен конверт, посвящённый Центрально-Азиатской экспедиции Николая Рериха (1923—1928)[301][302].

## Прочие сведения
- В 1912 году на могиле композитора Н. А. Римского-Корсакова был установлен памятник в виде древнего новгородского креста, выполненный по эскизу Н. К. Рериха[303].
- Известный историк и востоковед Л. Н. Гумилёв использовал фрагмент картины Н. К. Рериха «Цветы Тимура. Огни победы» (1931) для оформления обложки своей книги «Хунну» (1960)[304].
- 12 апреля 1961 года, во время первого полёта в космос, космонавт Юрий Гагарин записал в бортовом журнале:

Лучи просвечивали через земную атмосферу, горизонт стал ярко-оранжевым, постепенно переходящим во все цвета радуги: к голубому, синему, фиолетовому, чёрному. Неописуемая цветовая гамма! Как на полотнах художника Николая Рериха.

- 5 июня 2013 года картина Рериха «Труды Богоматери» была продана на торгах аукционного дома Bonhams в Лондоне за 7,88 миллиона фунтов стерлингов. Это мировой рекорд для картины русского художника[306].

## Запись речи и кинохроника
| Н. К. Рерих «Радость созидания». (Англ. яз.) Фонограмма 1929 года, Нью-Йорк Помощь по воспроизведению файла |

Какая радость увидеть башни Нью-Йорка! Как часто в пустынях Азии и особенно в Тибете мы вспоминаем небоскрёбы, индейские пуэбло, древние города Италии и Испании. Многоэтажные тибетские здания вызывают образы небоскрёбов, лабиринты длинных стен обыкновенного азиатского дома напоминают пуэбло Нью-Йорка и Аризоны. Монастыри, гордо льнущие к вершинам, подобно древним поселениям Италии и Испании. Когда я опять увидел башни Нью-Йорка, я вспомнил радостные возгласы, вызванные в Азии фотографиями этих твердынь человеческого достижения. Никогда мы не слышали более восторженного восхищения при виде мест на фотографиях и открытках Нью-Йорка, чем в городах и наманских равнинах Центральной Азии. Как много репродукций башен Нью-Йорка осталось в пустыне, и их держат в самых сокровенных углах, где собраны наиболее почитаемые предметы. В отдалённых юртах азийских пустынь президент Гувер представляется титаном, спасителем голодающих людей. Форд воспринимается символом движущей силы. Монголы смотрят на американских индейцев, как на своих самых любимых родственников. Все наши последние открытия воспринимаются Востоком как знаки эпохи Шамбалы. Космический луч Милликена, теория относительности Эйнштейна, Термен, музыка из эфира, принимаются в Азии как знаки эволюции человеческого сознания, подтверждённые ведическими и буддийскими традициями и учениями Шамбалы. В соответствии с этими древними учениями 40-е годы нашего века рассматриваются как эпоха космической энергии и расширенного сознания. Эти трогательные воспоминания предстали передо мной, когда я опять узрел башни Нью-Йорка. И среди старых друзей я заметил много твердынь, которые поднялись за последние пять лет. Такое неудержимое созидание даёт истинную радость…

### Прижизненные монографии
на русском языке
- Бурлюк Д. Д. Рерих: черты его жизни и творчества (1918—1930). Архивная копия от 23 сентября 2015 на Wayback Machine — Нью-Йорк: Изд-во М. Н. Бурлюк, 1930. — 31 с.: ил.
- Гидони А. И. Рерих. — Пг.: Изд. Аполлон, 1915. — 42 с., 3 цв. автотипии и 30 автотипий.
- Дювернуа Ж. Рерих: Фрагменты биографии: К 10‑летию культурных учреждений Рериха в Америке. Рига, 1932.
- Иванов В. H. Н. Рерих: Художник — мыслитель. Riga: Uguns, 1937.
- Иванов Вс. Н., Голлербах Э. Ф. Рерих. Riga: Jzdevis Rericha Muzejs, 1939.
- Кузмин M. A. H. К. Рерих. Архивная копия от 4 марта 2016 на Wayback Machine М., 1923.
- Мантель А. Ф. Н. Рерих. Казань, 1912 Архивная копия от 23 сентября 2015 на Wayback Machine.
- Рерих: сб. о Н. К. Рерихе. Пг.: Свободное искусство, 1916.
- Ростиславов А. А. Н. К. Рерих.— Пг.: Изд. Н. И. Бутковской. 1918. — 72 с.: ил.
- Шмидт M. Религиозное творчество академика H. К. Рериха. (Драгоценный вклад великого художника в русское храмостроительство.) Харбин, 1935.
- Эрнст С. Р. Н. К. Рерих Архивная копия от 23 сентября 2015 на Wayback Machine.— Пг.: Изд. Общины Св. Евгении, 1918. — 127 с.: [35 л. ил. — (Рус. художники)].

на других языках
- Andreev L., Gollerbach E., Babenstchikoff M. Roerich. Simla, 1943.
- Babentchikof М., Barnett D. Conlan. Nicholas Roerich. 1939.
- ConIan B. D. Nicholas Roerich: A Master of the Mountains. Liberty — Indiana — USA: Flamma, 1938.
- Duvernois J. Roerich: Fragments of a biography. New York, 1933.
- Fontes R. de Sepulveda. N. Roerich: Analise dum Genio. Nova Goa: Imptensa Nac., 1946.
- Heline Th. The Voice of an Epoch. Nicholas Roerich / Los Angeles: New Age Press, 1947.
- Jarintzov N. N. Roerich. London: The Studio, 1920.
- Paelian G. H. Nicholas Roerich’s contribution to modern life and education: Abstract of thesis. NY, 1936.
- Roerich. New York: Corona Mundi, International Art Center, 1924.
- Roerich. Himalaya. F. R. Grant, G. D. Grebenstchikoff, I. Narodny, M. Siegrist. New York: Brentano, 1926.
- Schaub-Koch E. Nicolas Roerich. Coimbra, 1941.
- Selivanova N. The World of Roerich: A Biography. New York: Corona Mundi, International Art Center, 1922.
- Tampy K. Gurudev Nicholas Roerich. Trivandrum, 1938.
- Tampy K. Nicholas Roerich. Trivandrum, 1935.
- Tandan R. C. Nicholas Roerich: Painter and Pacifist. Allahabad: The Roerich Center of Art and Culture, 1934.
- The Messenger. Roerich’s Paintings. Adyar: Brahmavidyashrama, Vasanta Press, 1925.
- Yaremenko A. V. N. K. Roerich: His Life and Creation during the past forty years, 1889—1929. New York: Central Book Trading Co., 1931.

### Прижизненные статьи в крупных изданиях
на русском языке
- Андреев Л. Держава Рериха // Жар-птица. 1921. № 4-5.
- Беляшевский Н. Н. К. Рерих // В мире искусства. 1908. № 2-3. С. 25—29.
- Бенуа А. Художественные письма: Рерих на выставке «Салона» // Речь. 1909. 28 января (10 февраля). № 27.
- Гребенщиков Г. Д. Мой рассказ о Рерихе // Русский голос. Харбин. 1924. Октябрь.
- Григорьев Б. Рерих // Русский голос. 1920. № 5.
- Зеелер В. Н. К. Рерих // Русская мысль (Париж). 1947. № 14.
- Лазаревский И. Николай Константинович Рерих // Новый мир. 1901. № 66. С. 328—331.
- Макаренко Н. Е. Школа императорского Общества поощрения художеств. 1839—1914. Архивная копия от 18 мая 2015 на Wayback Machine Пг., — 1914. 115, 4 с.
- Маковский С. К. Святыни нашей старины (по поводу этюдов Н. Рериха) // Журнал для всех. 1904. № 6.
- Предчувствие войны в творчестве Н. К. Рериха // Нива. 1917. № 9.
- Ростиславов А. Картины Рериха // Театр и искусство. 1903. № 13.
- Ростиславов А. Индивидуализм Рериха // Золотое Руно. 1907. № 4.
- Русское искусство за рубежом : [альбом картин, гравюр и скульптур] // сост. и авторы вступ. ст.: В. Ф. Булгаков, А. И. Юпатов; предисл. Н. К. Рериха; обл. Н. В. Пузыревского; заставки Д. С. Стеллецкого; виньетка на обл. И. Я. Билибина ; Рус. культ.-исторический музей при Рус. свободном университете в Праге. — Прага ; Рига, 1939. — 63 с., 42 л. ил. Р 89

на других языках
- Gollerbach E. The Art of Roerich. Allahabad. «The Twentieth Century», № 2. 1938 г., p. 449—470.

### Исследования советского периода
- Алёхин А. Д. Живопись раннего периода творчества Н. К. Рериха (до 1916 г.). Автореферат диссертации. — М., 1970.
- Алёхин А. Д. Николай Константинович Рерих — Л.: Художник РСФСР, 1973.
- Беликов П. Ф., Князева В. П. Николай Константинович Рерих / Серия: Жизнь замечательных людей.— М.: Молодая гвардия. — 1973. — 2-е изд.
- Дмитриева Н. Выставка произведений Н. К. Рериха // Искусство. 1958. № 8. С. 31—36.
- Живкова Л. Т. Делото на Николай Рьорих : [предговор] // Богомил Райнов. Николай Рьорих : [албум]. София, 1978. С. 5—10. — Болгар. яз.
- Зажигайте сердца! Сборник. Изд. 2-е. М.: Молодая гвардия, 1978, 208 с., ил.
- Маковский С. Кто был Рерих? // Русская мысль (Париж). 1956. 19 июня. № 914.
- Князева В. П. Николай Константинович Рерих. 1874—1947: [монография]. — Л.: М.: Искусство, 1963. — 112 с.: ил.
- Короткина Л. В. Рерих в Петербурге-Петрограде. — Л.: Лениздат. — 1985. — 224 с.: ил. — (Выдающиеся деятели науки и культуры в Петербурге-Петрограде-Ленинграде).
- Полякова Е. И. Николай Рерих. — М.: Искусство, 1973, 1985. — 303 с.: ил.
- Сидоров В. М. На вершинах (Творческая биография Н. Рериха, рассказанная им самим и его современниками) — М.: Советская Россия, 1977.
- Соколовский В. В. Художественное наследие Н. К. Рериха (перечень произведений с 1885 по 1947 гг.). Н. К. Рерих. Жизнь и творчество. Сборник статей. — М.:. Изд. «Изобразительное искусство» 1978.
- Сойни Е. Г. Проблемы финского неоромантизма и литературно-эстетическое наследие Н. К. Рериха: (вопросы финско-рус. лит. связей): дис. …канд. филол. наук / АН СССР, ИМЛИ. — Петрозаводск, 1983. — 180 с.
- Х. Легенды, творимые о Н. К. Рерихе // Русская мысль (Париж). 1948. № 45.
- Цесюлевич Л. Рерих на Алтае // Уральский следопыт. 1972. № 2. — С. 17—19.

### Исследования пост-советского периода
на русском языке
- Андреев А. И. Гималайское братство: Теософский миф и его творцы (Документальное расследование). Издательство Санкт-Петербургского университета, 2008. ISBN 978-5-288-04705-3.
- Башкова Н. В. Проблема преображения человека в философии русского космизма (В. И. Вернадский, Н. К. Рерих, Е. И. Рерих, К. Э. Циолковский): автореф. дис. … канд. филос. наук / Тул. гос. пед. университет им. Л. Н. Толстого. — Тула, 2004. — 22 с.
- Беликов П. Ф. Рерих (Опыт духовной биографии).— Новосибирск, 1994; М., 2011.
- Бира Ш. Н. К. Рерих как великий монголист-художник // Дельфис. 2002. № 1(29).
- Бонгард-Левин Г. М. Неизвестные письма Н. К. Рериха // Петербургский Рериховский сборник / СПбГУ. СПб., 2002. Вып. 5. С. 9−19.
- Букин А. О. Творчество Н. К. Рериха в культурном взаимодействии Индии и России: дис… канд. филос. наук / Мордов. гос. университет. — Саранск, 1999. — 139 с.
- Вандерхилл Э. Мистики XX века.Энциклопедия / Пер. с англ. Д. Гайдук. — М.: МИФ: Локид, 1996. — 522 с. — ISBN 5-87214-023-3.
- Волков В. В. Философия культуры Н. К. Рериха: автореф. дис. … канд. филос. наук / Твер. гос. университет. — Тверь, 1998. — 22с.
- Грецкая Е. Е. Русский живописный исторический пейзаж: (истоки, становление и расцвет жанра): дис. … канд. искусствоведения / Рос. гос. пед. университет им. А. И. Герцена. — СПб., 2004. — 172 с.
- Данилевский Р. Ю. «Посол Истины» (Николай Рерих о Гете) // Немцы в России. СПб., 2003.
- Дубаев М. Л. Рерих. — М.: Молодая гвардия, 2003.
- Дубаев М. Л. Харбинская тайна Рериха. — М.: Сфера, 2001. — 576 с.
- Дьяченко И. Ю. Хранитель культуры // Вестник Российской академии наук. 2007. № 10. С. 921—926.
- Дьяченко И. Ю. Деятельность Н. К. Рериха по сохранению культурного наследия: принципы, методы, формы: дис. … канд. культурологии / Академия переподготовки работников искусства, культуры и туризма. — М., 2012. — 209 с.
- Жерносенко И. А. Алтай в историко-культурологической концепции Н. К. Рериха: дис. … канд. культурологии / Рос. гос. пед. университет имени А. И. Герцена. − СПб., 1997. — 219 с.
- Иванов А. В. Рерих, Николай Константинович // Новая философская энциклопедия / Ин-т философии РАН; Нац. обществ.-науч. фонд; Предс. научно-ред. совета В. С. Стёпин, заместители предс.: А. А. Гусейнов, Г. Ю. Семигин, уч. секр. А. П. Огурцов. — 2-е изд., испр. и допол. — М.: Мысль, 2010. — ISBN 978-5-244-01115-9.
- Иванов М. А. Рерихи и Тверской край. Тверь: Издательство ГЕРС. — 2007. — 118 с.
- Короткина Л. В. Творческий путь Николая Рериха / Л. В. Короткина. — Санкт-Петербург : АРС, 2001. — 184 с. : ил., цв. ил. — (Новые материалы и исследования).
- Кулакова Е. С. Образ Н. К. Рериха в отечественном изобразительном искусстве XX века: дис. … канд. искусствоведения / Алт. гос. университет. — Барнаул, 2009. — 300 с.
- Лазаревич О. В. Археология в жизни и творчестве Н. К. Рериха: дис. … канд. ист. наук / Институт археологии и этнографии СО РАН. — Новосибирск, 2001. — 205 с. ОД РГБ 61: 99 — 7 / 397 — 0.
- Лазаревич О. В., Молодин В. И., Лабецкий П. П. Н. К. Рерих-археолог: [моногр.]. Новосибирск: Изд-во Института археологии и этнографии СО РАН, 2002. — 116 с.: ил.
- Ларичев В. Е., Маточкин Е. П. Рерих и Сибирь. — Новосибирск, 1993 г.
- Магомедова А. Д. Педагогические возможности использования творческого наследия Н. К. Рериха в духовно-нравственном развитии личности: дис. … канд. пед. наук / Дагестан. гос. пед. университет. — Махачкала, 2006. — 157 с.
- Мартынова А. Г. Выборгский период художника Н. К. Рериха // Рериховское наследие: труды конференции. Т. XVII. Семья Рерихов на Востоке. Рерихи и их современники в годы Великого перелома (1917—1927). — СПб.: СПбГМИСР.— 2018. — С. 160—183.
- Маточкин Е. П. Космос Леонардо да Винчи и Николая Рериха. — Самара, 2002.
- Минутко И. А. Искушение учителя (Жизнь и смерть Николая Рериха).— М.: АСТ-Пресс, 2008, серия: Историческое расследование. ISBN 978-5-462-00507-5
- Николай Константинович Рерих. Библиографический указатель.— М.: Международный Центр Рерихов. — 1999. — 232 с. ISBN 5-86988-025-4
- Нилогов А. С. Родословная семьи Н. К. Рериха: документальная реконструкция. — Saarbrücken: Lambert Academic Publishing, 2018; (в соавторстве с И. А. Богдановой).
- Пашков М. М. История одного герба для двух родов (Рореры — Рерихи). — М. : Старая Басманная, 2018. ISBN 978-5-604-14880-8
- Первушин А.И. Оккультные тайны НКВД и СС. — Нева, ОЛМА-Пресс, 1999. — 178 с. — ISBN 5-224-0035-0.
- Порожнякова Н. Е. Восточнославянские мифологические мотивы в изобразительном искусстве модерна: автореф. дис. … канд. искусствоведения / Харьков. гос. акад. дизайна и искусств. − Харьков, 2006. − 20 с.
- «Рерих номинирован на Премию Мира» // The New York Times. March 3, 1929, Sunday (Статья на сайте The New York Times и на сайте Французской Ассоциации Знамени Мира. Перевод статьи на русский язык — «Рерих номинирован на Премию Мира»)
- Рерихи. Восток-Запад.— М: Государственный музей Востока, 2006. ISBN 5-9900336-9-9.
- Росов В. А. Николай Рерих — вестник Звенигорода, т. 1 (Великий план), СПб: Алетейя, 2002; т. 2 (Новая страна), М: Арьяварта, 2004.
- Росов В. А. Русско-американские экспедиции Н. К. Рериха в Центральную Азию (1920-е и 1930-е годы) (Автореферат докторской диссертации)
- Рыбаков Б. А. Новизна формы и философская глубина // Дельфис. 1993. Сент. С. 20−22: ил.
- Рерих, Николай Константинович : [арх. 3 января 2023] // Пустырник — Румчерод. — М. : Большая российская энциклопедия, 2015. — (Большая российская энциклопедия : [в 35 т.] / гл. ред. Ю. С. Осипов ; 2004—2017, т. 28). — ISBN 978-5-85270-365-1.
- Рерихи: мифы и факты. Сб. ст. под ред. А. И. Андреева, Д. Савелли. — СПб.: Нестор-История. 2011. — 312 с., ил. ISBN 978-5-98187-695-0
- Скумин В. А., Ауновская О.К. Светоносцы. — Новочебоксарск: Терос, 1995. — 114 с. — ISBN 5-88167-004-3..
- Соколов В. Г. Парадигма культуры в философском наследии Е. И. Рерих и Н. К. Рериха: автореф. дис. … канд. филос. наук / Харьков. гос. акад. культуры. − Харьков, 2008. − 20 с.
- Трофимова Е. А. Этическое учение Н. К. Рериха: автореф. дис. … канд. филос. наук / ЛГУ. − Л., 1990. − 16 с.
- Тхакур М. Древняя Русь, славянский цикл в творческом наследии Н. К. Рериха (до 1916 г.): автореф. дис. … канд. ист. наук / Рос. университет дружбы народов. — М., 1996. — 20 с.
- Тютюгина Н. В. Православная Русь в живописи Н. К. Рериха: дис. … канд. искусствоведения / Уральский гос. университет им. А. М. Горького. — Екатеринбург, 2005. — 174 с.
- Тюхина Л. Г. Художественная интеллигенция Санкт-Петербурга — Петрограда и начало Первой мировой войны (июль 1914 — май 1915 гг.): дис. …канд. ист. наук / Рос. гос. пед. университет им. А. И. Герцена. — СПб., 2008. — 270 с.
- Фотиева И. В. Рерихи // Энциклопедия религий / Под ред. А. П. Забияко, А. Н. Красникова, Е. С. Элбакян. — М.: Академический проект, Гаудеамус, 2008. — С. 1075. — 1520 с. — (Summa). — 3000 экз. — ISBN 978-5-8291-1084-0, ISBN 978-5-98426-067-1.
- Шаров Д. А. Живая Этика Рерихов: автореф. дис. … канд. филос. наук / Институт философии. − М., 1994. − 24 с.
- Шишкин О. А. Битва за Гималаи. НКВД: магия и шпионаж.— М.: ОЛМА-Пресс, 1999
- Шишкин О. А. Рерих. Подлинная история русского Индианы Джонса. — М.: Издательство АСТ, 2023. — 608 с. — 1000 экз. — ISBN 978-5-17-156852-8.
- Шостак О. Г. Поэзия Н. К. Рериха и её место в русской философской лирике: автореф. дис. … канд. филолог. наук. Киев, 1997. — 26 с.

на других языках
- Andreyev Alexandre. The Myth of the Masters Revived. The Occult Lives of Nikolai and Elena Roerich. — BRILL (Eurasian Studies Library), 2014. — ISBN 9789004270435
- Znamenski A. Red Shambhala: Magic, Prophecy, and Geopolitics in the Heart of Asia. Wheaton, IL: Quest Books, 2011. ISBN 978-0-8356-0891-6
- Stasulane A. Theosophy and culture: Nicholas Roerich. — Roma: Pontificia Università gregoriana, 2005. — x + 319 с. — ISBN 978-88-7839-035-5.

### Другие материалы по рериховедению
- Держава Рериха: [Сб. ст.].  — 2-е изд., исправленное. — М.: Международный Центр Рерихов, 2004. — 72 с.
- Защитим имя и наследие Рерихов. Т. 1. — М.: Международный Центр Рерихов, Мастер-Банк. — 2001. ISBN 5-86988-113-7
- Защитим имя и наследие Рерихов. Т. 3. — М.: Международный Центр Рерихов, Мастер-Банк. — 2005. ISBN 5-86988-159-5
- Меч мужества. К 80-летию Центрально-Азиатской экспедиции Н. К. Рериха / Авт.-сост. Л. В. Шапошникова. — М.: МЦР, Мастер-Банк, 2008. — 536 с., ил.
- Рерих С. Н. Слово об отце (Сообщение на научной конференции в Академии художеств СССР, 1974 год);
- Рерих С. Н. Мой вечный учитель
- Смирнов-Русецкий Б. А. Семья Рерихов. Воспоминания. Одесса: Маяк, 1997.
- Шапошникова Л. В. Великое путешествие. Книга первая. Мастер. — М.: Международный Центр Рерихов. — 1998. — 624 с., илл. ISBN 5-86988-064-5
- Шапошникова Л. В. Великое путешествие. Книга третья. Вселенная мастера. — М.: Международный Центр Рерихов. — 2005. — 1088 с., илл. ISBN 5-86988-162-5
- Шапошникова Л. В. Учёный, мыслитель, художник.— М.: Международный Центр Рерихов, Мастер-Банк, 2006. — 192 с., илл.
- Шапошникова Л. В. Держава Рерихов: В 2 т. — М.:МЦР; Мастер-Банк, 2006.

### Организации, фонды, музеи
- Музей Рерихов. Филиал Государственного музея Востока
- Международный Центр-Музей им. Н. К. Рериха (Москва)
- Международный Совет Рериховских организаций имени С. Н. Рериха (Москва)
- Музей-усадьба Н. К. Рериха в Изваре (Санкт-Петербург)
- Музей-институт семьи Рерихов (Санкт-Петербург)
- Исследовательский Фонд Рерихов (Санкт-Петербург)
- Рериховские организации
- Музей Н. К. Рериха (Новосибирск)
- Мемориальный Дом-музей Н. К. Рериха на Алтае (с. Верхний Уймон)
- Сибирское Рериховское Общество (Центр Новосибирск)
- Кузбасское Рериховское Общество (Центр Новокузнецк)
- Одесский Дом-музей им. Н. К. Рериха (Одесса)
- Международный Мемориальный Трест Рерихов (Наггар, Индия)
- Музей Николая Рериха (Нью-Йорк)

### Каталоги картин Н. К. Рериха
- Каталог художественных произведений Н. К. Рериха (1885—1947) / В. В. Соколовский. — Новосибирск, 1974. — 141 с.
- Иванов В. Н. Рерих — художник, мыслитель
- В. Н. Бендюрин. РЕРИХОВСКАЯ ЭНЦИКЛОПЕДИЯ. КАТАЛОГ ЖИВОПИСИ И ГРАФИКИ Н.К. РЕРИХА
- Н. К. Рерих. ВЕЛИКАЯ СИМФОНИЯ ЖИЗНИ.автомонография (сост. ЛаркинаТ.В.)
- Рерихи в филокартии. Каталог (Сост. Соболев А. П.)
- Интернет-каталог Картин Н. К. и С. Н. Рерихов

### Галереи картин
- Галерея картин Н. К. Рериха
- Галерея картин Н. К., С. Н. и Ю. Н. Рерихов на сайте Эстонского общества Рериха

### Видеофильмы
- «Николай Рерих — Вестник Красоты». 2008 год (Смотреть фильм (недоступная ссылка))
- «Время собирать камни…» — документальный фильм о Пакте Рериха. Режиссёр Валерий Шатин, 2007 год. (Смотреть фильм)
- «Письмена. Николай и Святослав Рерихи». 2005 год. (Смотреть фильм)
- «Художник Николай Рерих». СССР, 1958 год (Смотреть фильм, скачать — 146 MB)
- «Николай Рерих». Студия «Киевнаучфильм», 1976 год (Смотреть фильм)
- «Легенда о первой тайне Космоса». Студия «Киноискусство», 2011 год (Смотреть фильм)